# Grande offensive du Nakdong
Guerre de Corée
Batailles
Bataille du périmètre de Busan :

Août :
- Masan
- Massacre de Bloody Gulch
- Battle Mountain
- Nakdong (1re)
- Pohang
- Daegu
- Bowling Alley
- Massacre de la colline 303

Septembre :
- Grande offensive du Nakdong
- Gyeongju
- Tabu-dong
- Ka-san
- Nakdong (2e)
- Yongsan
- Haman
- Rivière Nam

Contexte :
- Ordre de bataille
- Logistique

La grande offensive du Nakdong est une offensive de grande ampleur menée par les forces nord-coréennes pour tenter de briser les défenses du périmètre de Busan tenu par les forces des Nations unies. Elle se déroule du 1er au 15 septembre 1950 lors de la guerre de Corée.
Dans les premiers mois de la guerre, l'armée nord-coréenne a réussi à contrer et repousser les forces des Nations unies (ONU) vers le Sud, à chaque rencontre. Cependant, en août les troupes de l'ONU arrêtent de reculer et forment un périmètre de défense autour de Busan à la pointe sud-est de la péninsule Coréenne. Pour la première fois, les troupes de l'ONU forment une ligne continue que les Nord-Coréens ne peuvent ni contourner, ni submerger par le nombre. L’offensive nord-coréenne cale contre le périmètre et à la fin août, tout élan est perdu. Voyant le danger d'un conflit prolongé le long du périmètre, les Nord-Coréens lancent en septembre une offensive massive afin d'effondrer les lignes de l'ONU.
Les Nord-Coréens lancent une offensive simultanée sur cinq axes afin de faire pression sur l’ensemble du périmètre. Le 1er septembre, d’intenses combats éclatent autour des villes de Masan, Gyeongju, Daegu, Yongch'on et du Nakdong Bulge. Les affrontements sont violents et s'étalent sur près de deux semaines afin de contrôler les voies d'accès vers Busan. Après un certain succès, les Nord-Coréens sont incapables de conserver l'avantage contre les forces des Nations unies, numériquement et technologiquement supérieures. L'armée nord-coréenne subit un échec et doit battre en retraite, alors que les Américains lancent une contre-attaque à Inchon qui finit de l'anéantir.

## Contexte

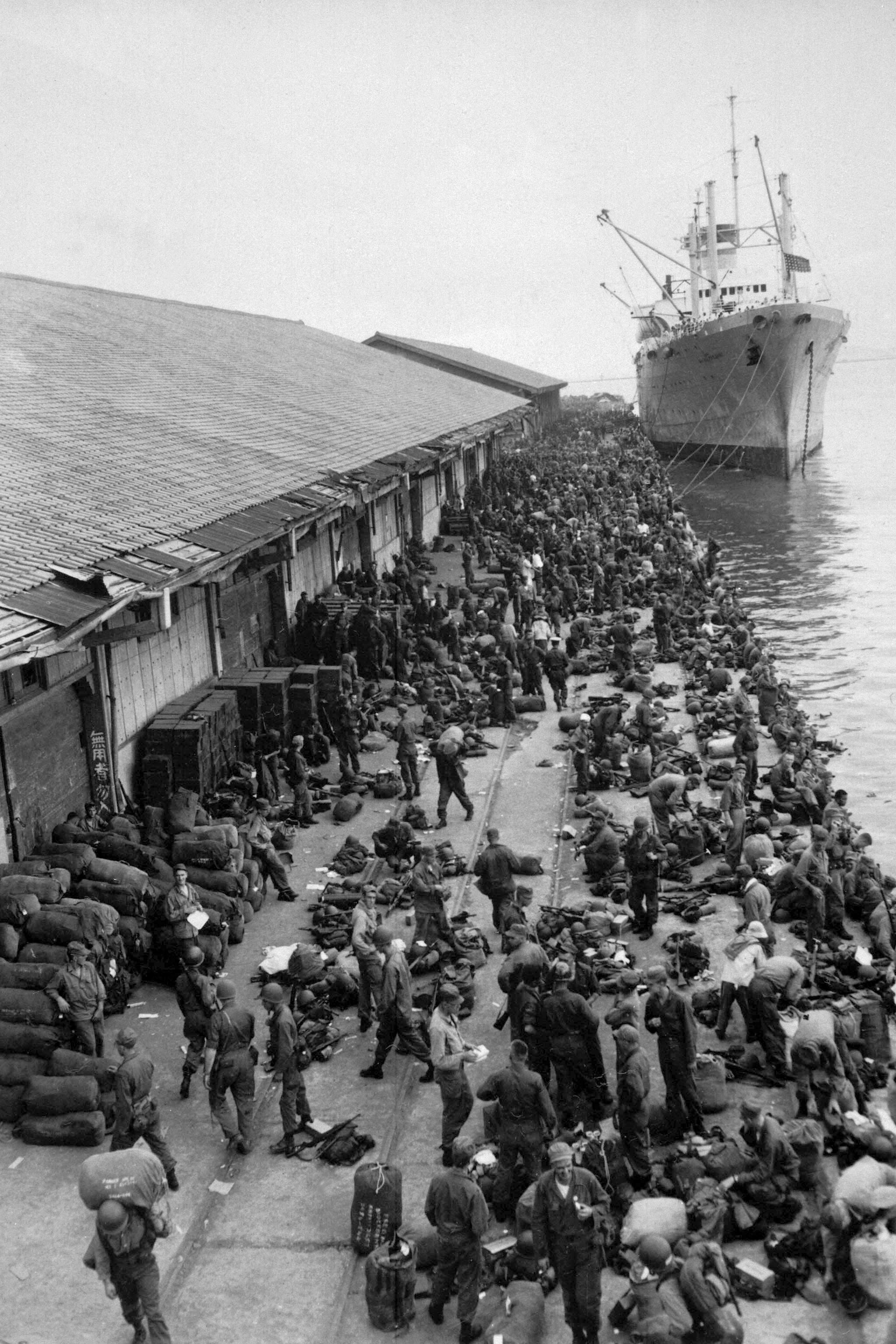
Les troupes américaines en cours de débarquement en Corée, le 6 août 1950.

Dès le début de la guerre de Corée et l'invasion de la Corée du Sud par le Nord, l'Armée populaire de Corée bénéficie d'une supériorité en homme et en équipement tant sur l'armée de terre de la République de Corée que sur les premières forces expédiées par l'Organisation des Nations unies afin d'empêcher l'effondrement de la Corée du Sud. La stratégie nord-coréenne est de poursuivre agressivement les forces des Nations unies et les forces sud-coréennes sur toutes les voies d'approche en direction du sud, attaquant de front et amorçant simultanément un mouvement en tenaille. Cela doit permettre aux Nord-Coréens d’encercler et de couper la retraite de l’ennemi, qui est alors forcé de se retirer en désordre, laissant derrière lui une grande partie de son matériel. De l'offensive initiale du 25 juin aux combats en juillet et début août, les Nord-Coréens utilisent cette stratégie pour vaincre efficacement toutes les forces de l'ONU qui doivent battre en retraite vers le Sud. Cependant, à partir de l’établissement du périmètre de Busan sous la responsabilité de la 8e armée des États-Unis en août, les troupes de l'ONU tiennent efficacement une ligne de défense continue que les troupes nord-coréennes ne peuvent percer ou contourner. La logistique nord coréenne plus faible et éloignée de ses bases ne peut suivre le système logistique mis en place par l'ONU à Busan (en) et leur avantage diminue chaque jour devant le nombre d'hommes et de matériel qui débarque sur le périmètre.
Quand les Nord-Coréens approchent du périmètre de Busan, le 5 août, ils tentent la même technique d'assaut frontal sur les quatre principales voies d'approche vers le périmètre. Tout au long du mois d'août, la 6e division nord-coréenne, et plus tard la 7e division engagent la 25e division d'infanterie américaine durant la bataille de Masan, repoussant d'abord une contre-offensive de l'ONU avant d'attaquer à Komam-ni et à Battle Mountain. La poussée bloque devant les forces de l'ONU, bien équipées et disposant de grandes réserves qui repoussent à plusieurs reprises les forces nord-coréennes. Au nord de Masan, la 4e division nord-coréenne et la 24e division d'Infanterie américaine s'affrontent dans la zone du Nakdong Bulge. Lors de la première bataille du Nakdong, la division nord-coréenne est incapable de tenir sa tête de pont sur la rivière face au grand nombre de troupes de réserve américaines qui tiennent bon et les repoussent, et le 19 août, la 4e division nord-coréenne est refoulée à travers le fleuve avec 50 pour cent de pertes,. Dans la région de Daegu, cinq divisions nord-coréennes qui tentent de prendre la ville sont repoussées par trois divisions de l'ONU à plusieurs reprises au cours de la bataille de Daegu,. Les combats sont violents en particulier dans la Bowling Alley où la 13e division nord-coréenne est presque anéantie. Sur la côte Est, trois autres divisions nord-coréennes sont repoussées par les Sud-Coréens à P'ohang-dong lors de la bataille de P'ohang-dong. Sur l’ensemble du front, les troupes nord-coréennes sont ébranlées par les défaites. Pour la première fois depuis le début du conflit leur stratégie ne fonctionne plus.
L'armée nord-coréenne a été poussée au-delà de ses limites et nombre de ses unités ont été réduites limitant l'efficacité de ses forces à la fin d'août,. Les problèmes logistiques ont entravé les Nord-Coréens, qui ont été dévastés par des pénuries de nourriture, d’armes, d’équipements et le renouvellement de leurs troupes,. À la fin août, le commandement de l'ONU dispose de plus de soldats de combat en Corée que les Nord-coréens, et la supériorité de l'ONU dans les airs et sur la mer creuse un fossé chaque jour plus grand. Les Nord-coréens ont perdu plusieurs centaines de tanks et disposent de moins de 100 tanks au 1er septembre, comparativement aux 600 chars des Américains. À la fin d'août le seul avantage restant aux Nord-coréens est l'initiative, comme les troupes nord-coréennes ont conservé un haut moral et assez de provisions pour une offensive à grande échelle.

## Prélude

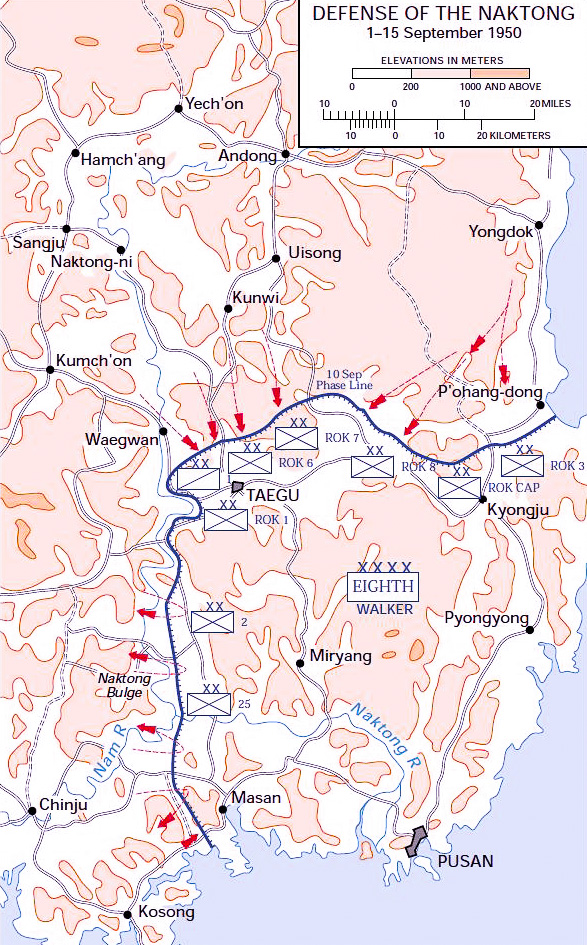
La carte de la ligne défensive de Périmètre Busan en septembre 1950.

Lors de la planification de l'offensive, les commandants nord-coréens se rendent compte que toute tentative d'attaque par les flancs des forces de l'ONU est impossible de par l'appui de la marine américaine. Au lieu de cela, comme le seul espoir de réussite, ils choisissent de frapper frontalement le périmètre afin de le réduire. Avertis par le renseignement soviétique, les Nord-Coréens sont conscients que les forces de l'ONU se renforcent le long du périmètre de Busan et qu'ils doivent mener une offensive rapidement, ou renoncer à la bataille. L’objectif secondaire est d’encercler Daegu et de détruire les unités américaines et sud-coréennes présentes dans la ville. À cette fin, les unités nord-coréennes prévoient d'abord de couper les lignes d'approvisionnement vers Daegu.
Les planificateurs nord-coréens agrandissent leur force en prévision de la nouvelle offensive. L'armée, constituée à l'origine de 10 divisions en deux corps, est élargie à 14 divisions avec plusieurs brigades indépendantes. Les nouvelles troupes sont amenées depuis les forces de réserve située en Corée du Nord. Le maréchal Choi Yong-kun sert comme commandant en second de l'armée nord-coréenne, avec le général Kim Chaek à la tête du quartier général sur le front. Ils disposent du 2e corps d’armée situé à l’Est et commandé par le lieutenant général Kim Mu Chong, et du 1er corps d’armée situé à l'Ouest et commandé par le lieutenant général Kim Ung. Le 1er corps contrôle les 10e, 2e, 4e, 9e, 7e et 6e divisions ainsi que la 105e division blindée, avec la 16e brigade blindée et la 104e brigade de sécurité en soutien. Le 2e corps commande les 3e, 13e, 1re, 8e, 15e, 12e, et 5e divisions avec la 17e brigade blindée en soutien. Cette force compte environ 97 850 hommes, même si un tiers se compose de nouvelles recrues forcées et des conscrits sud-coréens, et manque d'armes et d'équipements,. Le 31 août, ils sont confrontés à une force de 120 000 troupes de combat, plus de 60 000 troupes de soutien des Nations unies,.
Le 20 août, le commandement nord-coréen distribue les ordres opérationnels à leurs unités subordonnées. Ces ordres appellent à une attaque simultanée contre les lignes de l'ONU sur cinq zones différentes afin de submerger les défenseurs de l'ONU et de permettre aux Nord-Coréens de percer les lignes et de repousser les forces de l'ONU sur au moins une des zones. Cinq groupes de combat sont constitués comme suit :
1. Les 6e et 7e divisions doivent percer la 25e division d'infanterie américaine à Masan.
2. Les 9e, 4e, 2e, et 10e divisions doivent percer la 2e division d'infanterie américaine au Nakdong Bulge à Miryang et Yongsan.
3. Les 3e, 13e, et 1re divisions doivent percer la 1re division de cavalerie américaine et le 1re division d'infanterie sud-coréenne à Daegu.
4. Les 8e et 15e divisions doivent percer les 8e et 6e division d'infanterie sud-coréennes à Hayang et Yongch'on[29].
5. Les 12e et 5e divisions doivent percer la ROK Capital Division et la 3e division d'infanterie sud-coréenne à P'ohang-dong et Gyeongju[29].

Le 22 août, le leader nord-coréen Kim Il Sung ordonne que la guerre soit terminée au 1er septembre, mais l'ampleur de l'offensive ne le permet pas. Les groupes 1 et 2 doivent commencer leur attaque à 23:30 le 31 août, et les groupes 3, 4 et 5 le 2 septembre à 18h00. Les attaques doivent être étroitement connectées pour submerger les troupes de l'ONU sur chaque point simultanément, empêchant l'ONU de déplacer ses renforts sur chacune des zones de l'attaque,,. Les Nord-Coréens prévoient principalement des attaques de nuit pour contrecarrer la supériorité aérienne et la puissance de feu naval des Américains. Les généraux nord-coréens pensent que ces attaques nocturnes devraient empêcher les forces de l'ONU de tirer de manière efficace et couterait un grand nombre de victimes à l'ONU par tirs amis.
La grande offensive prend les stratèges et les troupes de l'ONU par surprise. Le 26 août, les troupes de l'ONU pensent qu'elles ont déjà détruit la plupart des troupes qui menacent le périmètre, et prévoient la fin de la guerre pour fin novembre. Les unités sud-coréennes, dans l'intervalle, souffrent d’un faible moral à la suite de leurs échecs à se défendre efficacement jusqu'ici dans le conflit. Par prudence, le lieutenant général Walker ordonne au major-général John B. Coulter de consolider 1er corps d’armée sud-coréen dans la zone de P'ohang, qui tombait en morceaux avec le moral bas. Les troupes de l'ONU se préparent pour l'opération Chromite, un assaut amphibie sur le port d'Inchon le 15 septembre et n’anticipent pas une offensive sérieuse des Nord-Coréens avant ce dernier.

## Bataille

### Le corridor de Gyeongju

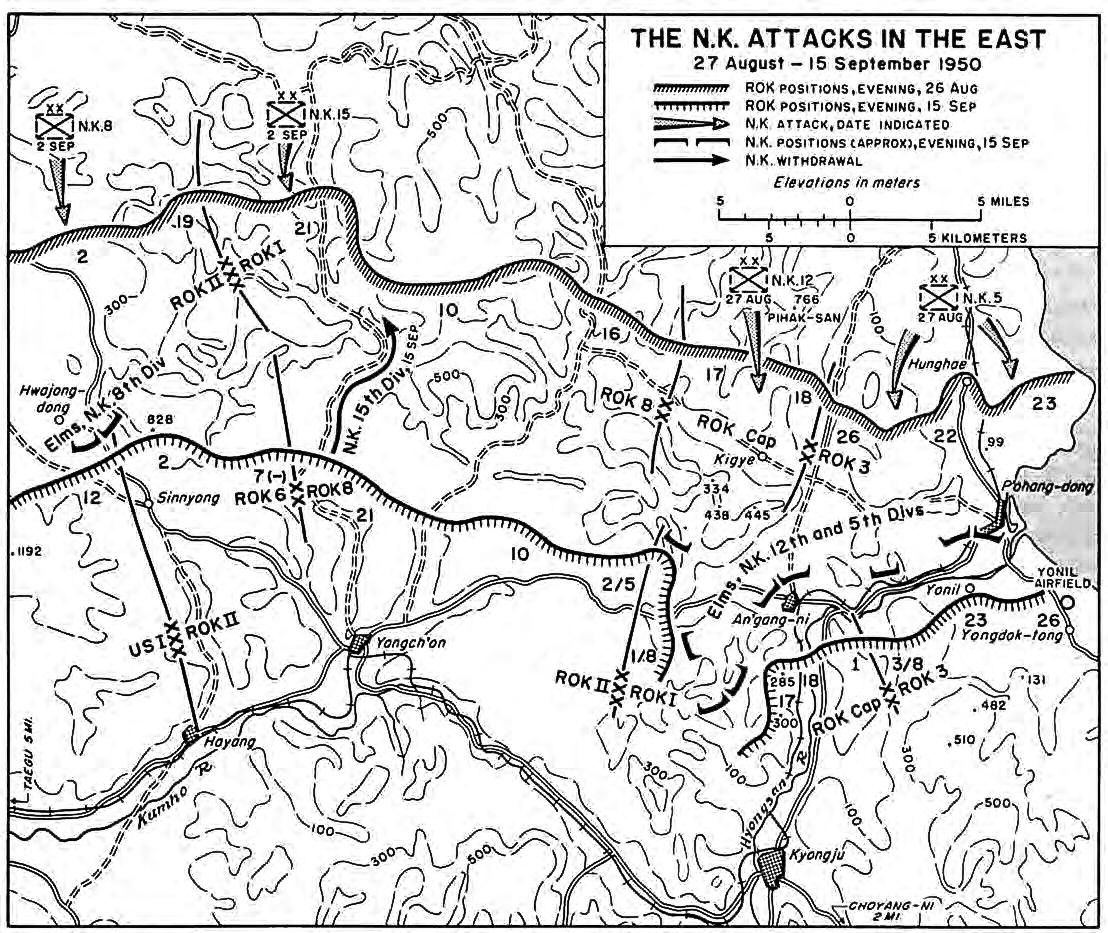
La poussée nord-Coréennes sur le corridor de Gyeongju, 27 août - 15 septembre 1950.

La grande offensive nord-coréenne frappe d’abord le flanc droit de l'ONU sur la côte Est de la Corée. Bien que l'attaque générale du 2e corps dans le Nord et l'Est soit initialement prévue pour le 2 septembre, la 12e division nord-coréenne, maintenant forte de 5 000 hommes, commence à manœuvrer plus tôt que prévu depuis les montagnes d'où elle s’était réorganisée après sa défaite à Kigye et P'ohang-dong. La division ne dispose que d’un faible approvisionnement alimentaire, en munitions et en armes, et le moral des hommes est faible,. Face à la 12e division nord-coréenne, la Corée du Sud oppose la division Capitale. À 04h00, le 27 août une attaque nord-coréenne déborde une compagnie du 17e régiment de la division Capitale, au nord de Kigye. L’ensemble du régiment doit battre en retraite. Ensuite, le 18e régiment à l'Est doit à son tour reculer en raison de l’exposition de son flanc. Le 17e régiment perd la ville de Kigye en se repliant, et l’ensemble de la division recule de près de 5 km sur le côté sud de la vallée de Kigye,.
Walton Walker ordonne au major-général John B. Coulter d'aller observer les troupes sud-coréennes positionnées à l'Est,. Coulter s’envole pour Gyeongju et atterri à 12h ce même jour. Dans l’intervalle, Walker nomme officiellement Coulter commandant en seconde de la 8e armée, le place à la tête du 1er corps sud-coréen qui contrôle la division Capitale et la 3e division sud-coréennes, et la 21e régiment d’infanterie, le 3e bataillon, 9e régiment d’infanterie, et le 73e bataillon de char moyen américain, auquel on a soustrait la compagnie C. Coulter désigne ces unités sous l’appellation Task Force Jackson et établi son quartier général à Gyeongju dans le même bâtiment où le commandant du 1er corps et les officiers du Korean Military Advisory Group (KMAG) avaient leur poste de commandement. Coulter a pour mission d’arrêter la pénétration nord-coréenne dans la zone Kigye et de saisir et d'organiser les hauteurs s’étendant depuis le nord de Yongch'on vers la côte à Wolp'o-ri, à environ 19 km au nord de P'ohang-dong. Cette ligne passe à 16 km au nord de Kigye et Coulter veut attaquer dès que possible avec la Task Force Jackson pour gagner les hauteurs au nord de Kigye. Coulter envoie rapidement le 3e bataillon au nord d’An'gang-ni où il se positionne derrière la division Capitale sud-coréenne. Le plan de Coulter prévoit initialement de lancer la contre-offensive le 28 août, mais l’attaque doit être reportée. En effet, le major-général Kim Hong-Il, commandant du 1er corps, affirme qu'il ne peut pas attaquer, en raison du trop grand nombre de victimes et de l'épuisement de ses troupes.
Dans le même temps, la 5e division nord-coréenne pénètre les positions de la 3e division sud-coréenne au sud-ouest de P'ohang-dong. Coulter envoie le 21e d'infanterie repousser la pénétration le 29 août, qui contre-attaque avec succès au nord-ouest depuis la pointe sud de P'ohang-dong sur une distance de 2,4 km. Le 21e régiment d'infanterie prend ensuite le relais de la 3e division sud-coréen dans un secteur s'étendant du Nord au nord-ouest de P'ohang-dong. Également le 29 août, la division Capital, avec le soutien de l’artillerie et des chars américains, reprend Kigye, résiste aux contre-attaques nord-coréennes pendant la nuit, pour la perdre à nouveau à l'aube, alors que les frappes aériennes américaines continuent à un rythme accéléré dans la zone de Kigye. La pression nord-coréenne se construit progressivement au nord de P'ohang-dong, où la 5e division entretient l’offensive sur la colline 99 en face du 23e régiment sud-coréen. Malgré le soutien aérien, naval et de l'artillerie américaine, la 3e division sud-coréenne n'est pas en mesure de capturer la colline et subie de nombreuses pertes. Le 2 septembre, le 21e d'infanterie américain attaque au nord-ouest de P'ohang-dong, afin d’aider les Sud-Coréens à reprendre la colline 99. Mais la compagnie K du 21e est incapable de prendre la colline aux Nord-coréens bien retranchés. Au crépuscule, les Nord-coréens ont pénétré la ligne de front entre la division capitale et la 3e division à 4,8 km à l'est de Kigye.

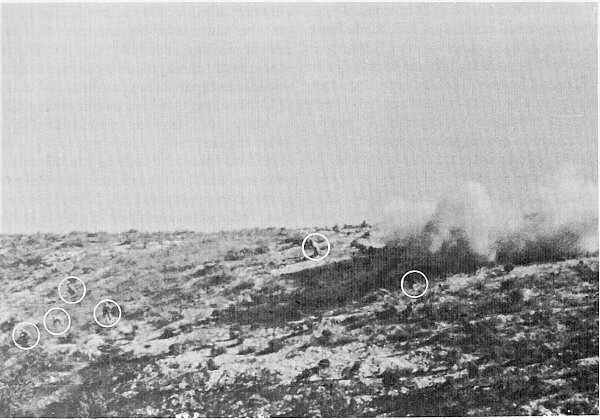
Soldats américains du d'infanterie subissant une attaque au mortier sur la colline 99, 2 septembre 1950.

Le 2 septembre à 01h30, la 12e division nord-coréenne, dans le cadre de l’attaque générale menée par le 2e corps, frappe la division Capitale sur les hautes collines au sud de la vallée de Kigye. Cette attaque repousse le 18e régiment sur la gauche dans la zone des collines 334 et 438, et le 17e régiment sur la droite dans la zone de la colline 445. À l'aube du 3 septembre, la percée nord-coréenne atteint la route vitale est-ouest du corridor à 4,8 km à l'est d'An'gang-ni. Au cours de la nuit, la 12e division avance encore de 8 km alors que la division Capitale s’effondre. Cela force Coulter à retirer le 21e régiment de la ligne nord-ouest de P'ohang-dong pour le redéployer dans les environs de Gyeongju. Son 2e bataillon prend une position de défense autour de la ville afin de la protéger ainsi que l'autoroute qui relie P'ohang-dong à Kyongju. Le reste du régiment sécurise un large périmètre au nord de Gyeongju. Dans le même temps, Walker envoie la 7e division sud-coréenne vers la percée nord-coréenne. Son 5e régiment sécurise Yongch'on dans l’après-midi, et le 3e régiment prend position à Gyeongju dans la soirée. Walker autorise également Coulter à utiliser le 3e bataillon, 9e d'infanterie ; la compagnie de chars du 9e régiment d'infanterie ; et le 15e bataillon d'artillerie pour défendre à l'aérodrome de Yonil (en).
Dans la nuit du 3 au 4 septembre, le reste du 1er corps s’effondre et les Nord-Coréens entrent dans An'gang-ni à 02h20. Une heure plus tard, le poste de commandement de la division capitale se retire de la ville. Les unités américaines se retirent à la nuit tombée alors que les nord-coréens tiennent la ville et commencent à s'avancer vers le sud le long du chemin de fer. À 12h00, le 4 septembre, les Nord-coréennes sont à moins de 4,8 km de Gyeongju sur la route Gyeongju-An'gang-ni. Coulter repositionne le 21e régiment d'infanterie américain dans la large vallée et sur les collines au nord-ouest qui bordent Gyeongju afin de bloquer toute approche depuis cette direction. Dans la nuit du 5 au 6 septembre, les événements atteignent leur paroxysme à l'intérieur P'ohang-dong. La division sud-coréenne se retire alors de la ville qui tombe aux mains nord-coréennes le 6 septembre,.
En raison de cette poussée des Nord-Coréens à l'Est, Walker ordonne le 4 septembre à la 24e division du major-général John H. Church de marcher vers Gyeongju qu'elle atteint le 6 septembre,. Le 7 septembre, Coulter ordonne ordonne au 21e régiment de lancer une contre-attaque sur la vallée et les collines environnantes au nord-ouest de Gyeongju. Il ne rencontre pratiquement aucune opposition. Le 7 septembre, la 8e armée renomme la Task Force Jackson en Task force Church, et Coulter quitte Gyeongju pour Daegu afin de reprendre ses fonctions de planification, laissant Church seul aux commandes du front Est. Dans cette deuxième semaine de septembre, des éléments de la 5e division nord-coréenne se sont infiltrés sur les collines à l'Ouest, au sud-ouest, et au sud de P'ohang–dong et à 7,2 km au sud-ouest de l'aérodrome de Yonil (en). Dans la soirée du 9 septembre, John H. Church forme la Task Force Davidson sous les ordres du brigadier général Garrison H. Davidson, composée essentiellement du 19e régiment, pour éliminer la menace contre Yonil,,. Le 11 septembre, la Task Force reprend la colline 482 (Unje-san), à 1,6 km vers l'Ouest, puis le 12 septembre, la colline 482. Dans le même temps, la bataille pour la colline 300 débutée une semaine auparavant au nord de Gyeongju touche à sa fin. Un régiment de la 3e division sud-coréenne capture la colline le 11 septembre. Le 12 septembre, l'offensive nord-coréenne dans l'Est est terminée. Le 13 septembre, la Task Force Davidson retourne à Gyeongju

### Yongch'on
Dans les hautes montagnes entre Daegu à l'Ouest et le corridor de Gyeongju à l’Est, les 8e et 15e divisions nord-coréennes préparent également une attaque à proximité de Hayang et Yongch'on pour le 1er septembre afin de couper la route d'approvisionnement entre Daegu et P'ohang-dong. Cette attaque doit se coordonner avec l'offensive nord-coréenne menée dans la zone Kigye - P'ohang. Hayang et Yongch'on sont respectivement à 19 km et à 32 km à l'est de Daegu. La 8e division est à cheval sur la route principale Andong - Sinnyong - Yongch'on à 32 km au nord-ouest de Yongch'on. La 15e division est située à l'Est dans les montagnes juste en dessous d'Andong, à 56 km au nord de Yongch'on sur une petite route secondaire et montagneuse. L'objectif de la 8e division est Hayang ; l'objectif de la 15e est Yongch'on, que la division a reçu l’ordre de prendre à tout prix. Face aux 8e et 15 divisions nord-coréennes se positionnent respectivement les 6e et 8e divisions sud-coréennes.
En dix jours de combats, la 8e division nord-coréenne ne gagne que quelques kilomètres, et au 12 septembre n'a toujours pas pu prendre Hwayang-dong (en) située à 23 km au nord-ouest de Yongch'on. Durant ce laps de temps, elle perd la quasi-totalité des 21 nouveaux chars T-34 de la 17e brigade blindée qui l'appuie. Juste en dessous Hwajong-dong, la route passe à proximité des montagnes en particulier la colline 928 (Hwa-sans) à l'Est et des petits pics à l'Ouest. À cet endroit dans le couloir Daegu, la 6e division sud-coréenne défait de manière décisive la 8e division nord-coréenne qui est pratiquement détruite. Au 8 septembre, certains des bataillons nord-coréens ne rassemblent plus qu’une vingtaine d’hommes,.
Sur la route vers l'Est au-dessus de Yongch'on, la 15e division lance son attaque contre la 8e division sud-coréenne le 2 septembre. Bien qu'en sous-effectif, avec trois régiments qui comptent un total de seulement 3600 hommes, elle pénètre sur quatre jours dans le corridor latéral à Yongch'on. Au nord de la ville, un régiment de la 8e division sud-coréen est fauché quand un char T-34 parvient derrière ses lignes. Le 6 septembre, des éléments de la division nord-coréenne parviennent dans et au sud de Yongch'on. Les Nord-Coréens ne sont pas restés dans la ville, mais ont manœuvré vers les collines au sud et au sud-est de celle-ci donnant sur la route entre Daegu et P'ohang-dong. Le 7 septembre certaines des troupes nord-coréennes établissent un barrage routier à 5,6 km au sud-est de Yongch'on, et d'autres éléments attaquent un régiment sud-coréen à 1,6 km au sud de la ville. Cependant, au cours de la journée, le 5e régiment de la 7e division sud-coréenne attaque depuis l'Est, le long du couloir latéral, nettoyant Yongch'on avant de prendre une position défensive au nord de la ville. Mais le lendemain, le 8 septembre, d'autres éléments de la 15e division arrivent à reprendre Yongch'on. Cet après-midi-là, le 11e régiment de la 1re division sud-coréenne arrive depuis le front de Daegu et contre-attaque les positions nord-coréennes dans la ville et aux alentours. Cette action permet de reprendre définitivement Yongch'on aux Nord-coréens, mais ces derniers tiennent encore la gare ferroviaire au sud-est alors que d'autres unités manœuvrent au sud-est sur la route en direction de Gyeongju.
Dans les collines au sud-est et à l'est de Yongch'on, la 15e division nord-coréenne rencontre une résistance très forte. Son régiment d'artillerie, qui a dépassé l'infanterie, à court de munitions, et sans soutien, est en grande partie détruit par une contre-attaque sud-coréenne. Le commandant de l'artillerie nord-coréenne est tué dans l'action. Après l'arrivée des 5e et 11e régiments dans les environs de Yongch'on afin de renforcer la 8e division démoralisée, les Sud-Coréens lancent une très violente attaque contre les unités nord-coréennes qui ne peut se regrouper pour coordonner son action. Les 9 et 10 septembre, les unités sud-coréennes encerclent et détruisent pratiquement la 15e division au sud-est de Yongch'on sur les collines qui bordent la route Kyongju. Le commandant de la division nord-coréenne, le colonel Kim Yon, est tué avec beaucoup d'autres officiers de haut rang dans la bataille. Le rôle joué par les officiers du KMAG dans le regroupement des retardataires de la 8e division sud-coréenne et la réorganisation de ses unités est un facteur important de cette victoire. Le 10 septembre, la 8e division nettoie les dernières positions nord-coréennes sur la route Yongch'on - Gyeongju, capturant deux chars, six obusiers, un canon automoteur de 76 mm, plusieurs canons antichars, et de nombreuses petites armes.
Avançant au nord de Yongch'on derrière les survivants de la 15e division en retraite, la 8e division et le 5e régiment de la 7e division ne rencontrent presque aucune résistance. Le 12 septembre, les éléments des deux unités sont à 13 km au nord de la ville. Ce jour-là, ils capturent quatre mortiers de 120 mm, quatre canons antichars, quatre pièces d'artillerie, neuf camions, deux mitrailleuses, et de nombreuses petites armes. Les forces sud-coréennes avancent alors à l'est de Yongch'on et au nord de Kyongju pour fermer la brèche dans leurs lignes.
La période la plus critique des combats à l'est survient quand la 15e division perce à travers la 8e division sud-coréenne à Yongch'on. La division nord-coréenne tente de manœuvrer à l’est et au sud afin de prendre la Task Force Jackson à revers ou sur son flanc gauche. Mais l'envoi rapide par Walker des 5e et 11e régiments depuis deux secteurs très éloignés du front vers la zone de pénétration abouti à la destruction de la force nord-coréenne avant qu’elle puisse exploiter sa percée. Walker est félicité pour son jugement de la situation et l’envoi des renforts nécessaires afin d’endiguer les attaques nord-coréennes dans les zones de Gyeongju et Yongch'on.

### Daegu

#### Tabu-dong

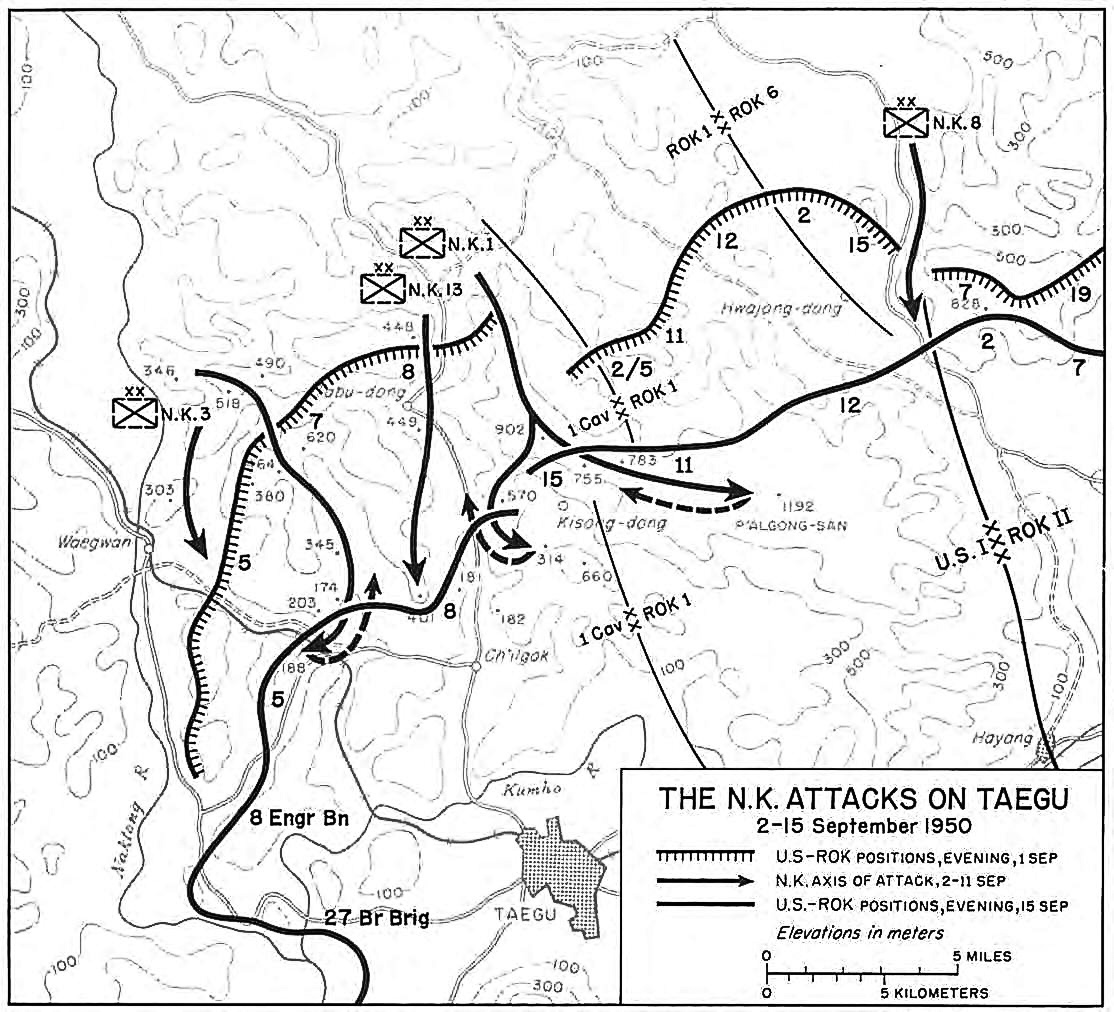
Carte de l'attaque nord-coréenne sur Daegu, septembre 1950.

Pendant que quatre divisions du 2e corps attaquent dans les zones de P'ohang-dong, Gyeongju, et Yongch'on, les trois autres divisions du 2e corps, les 3e, 13e et 1re, mènent une attaque convergente sur Daegu depuis le Nord et le Nord-ouest. La 3e division attaque dans la zone de Waegwan au nord-ouest de Daegu. La 13e division descend depuis les montagnes au nord de Daegu, le long et à l'ouest de la route Sangju-Daegu, et la 1re division, le long des hautes montagnes juste à l'est de la route. Défendant Daegu, le major-général Hobart R. Gay, commandant de la 1re division de cavalerie alerte toutes les unités de première ligne afin qu’elle se prépare à l’attaque,,. Le major-général Paik Sun-yup, commandant de la 1re division d'infanterie sud-coréenne alerte également ses troupes. Le front de la 1re division de cavalerie s’étale sur environ 56 km. Le commandant de la 8e armée, le lieutenant-général Walton Walker ordonne à la 1re division de Cavalerie d'attaquer au nord le 1er septembre afin de détourner une partie des forces nord-coréennes des 2e et 25e divisions américaines situées au sud. Afin de répondre à cet ordre, Gay charge le 7e régiment d'attaquer la colline 518 (Suam-san) au nord de la route latérale Waegwan-Tabu-dong à 8 km au nord-est de Waegwan et à 3,2 km à l'est du Nakdong. Le 3e bataillon, du 8e régiment de cavalerie est chargé lui de mener des attaques de diversion sur le flanc droit du 7e de cavalerie. Le 1er bataillon du régiment est situé sur la colline à l'ouest de la Bowling Alley et au nord de Tabu-dong ; le 2e bataillon est à cheval sur la route,,.
Dans la matinée du 2 septembre, l'US Air Force se livre à une frappe de 37 minutes contre les collines 518 et 346 et à 10h00, le 1er bataillon du 7e régiment de cavalerie passe à l'attaque. Les lourdes frappes aériennes et la préparation d'artillerie ont cependant échoué à déloger les 1 200 Nord-Coréens solidement terrés dans la colline, et qui se défendent ardemment, contraignant le bataillon américain à se replier. Le lendemain, le 3e bataillon reprend l'attaque contre la colline, mais encore une fois, l'attaque échoue, ainsi que le 4 septembre. Pendant les combats autour de la colline 518 sur sa droite, le 2e bataillon du 5e régiment de cavalerie, attaque le 4 septembre et prend la colline 303, mais il a de grandes difficultés à tenir la colline face aux contre-attaques. Le 4 septembre, il est devenu clair que la 3e division nord-coréenne en face des 5e et 7e régiments de cavalerie est également passée à l’attaque. Cette nuit-là, les forces nord-coréennes percent par l'écart entre le 3e bataillon sur le versant sud de la colline 518 et le 2e bataillon à l'Ouest. Les Nord-Coréens manœuvrent ensuite vers l'Ouest et occupent la colline 464 à l'arrière du 7e régiment. Les Nord-Coréens coupent la route Waegwan-Tabu-dong à l'est du 7e régiment de sorte que le contact avec les autres unités américaines n'est maintenu que sur son flanc droit, vers l'Ouest,.

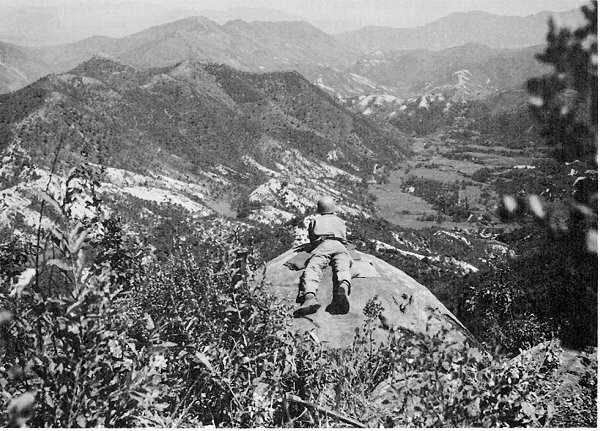
Un soldat américain de la 1re division de cavalerie observe les Nord-coréens sur la colline 518 au Nord de Waegwan.

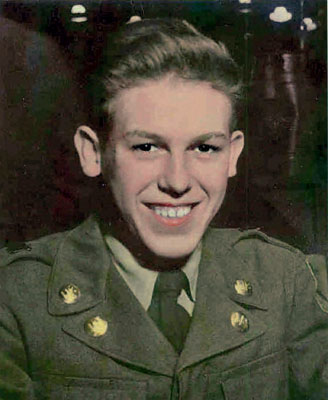
Le soldat de première classe mort au combat a été récompensé de la Medal of Honor pour ses actions à Ka-san.

Sur la droite de la division, Tabu-dong est aux mains des Nord-coréens, sur la gauche, Waegwan est un no man's land, et sur le centre, les forces nord-coréennes s'infiltrent en grand nombre au sud de la colline 518. Le 7e régiment de cavalerie situé au centre ne peut plus utiliser la route d'approvisionnement latéral Waegwan-Tabu-dong derrière lui, et cours le danger d'être encerclé. Après avoir discuté un plan de retrait avec Walker, Hobart R. Gay ordonne le 5 septembre un retrait général de la 1re division de cavalerie au cours de la nuit afin de raccourcir les lignes et d'occuper une meilleure position défensive. Les fortes pluies tombées dans la nuit du 5 au 6 septembre ralentissent le retrait et dans les environs des collines 464 et 380, le 2e bataillon se retrouve pratiquement encerclé par les Nord-Coréens. Pendant ce temps, sur la gauche de la division, le 2e bataillon du 5e régiment de cavalerie subit de lourdes pertes avant d'abandonner la colline 303 aux Nord-Coréens le 6 septembre. Le 7 septembre, le bataillon, reçoit l’ordre radio de se retirer et manœuvre ers le Sud-ouest dans le secteur du 5e régiment de cavalerie.
À l'est du 2e bataillon, les Nord-Coréens attaquent le 1er bataillon sur ses nouvelles positions le 7 septembre et envahissent le poste de secours du bataillon, tuant quatre personnes et en blessant sept de plus. Cette nuit-là, le 1er bataillon reçoit l'ordre de la division de se rattacher au 5e régiment de cavalerie. Le reste du 7e régiment de cavalerie est déplacé vers un point situé près de Daegu en réserve de la division. Pendant la nuit du 7 au 8 septembre, le 5e régiment de cavalerie reçoit l’ordre de la division de se replier à nouveau sur de nouvelles positions défensives en dessous de Waegwan à cheval sur la principale autoroute Séoul – Daegu. Pendant ce temps, la 3e division nord-coréenne déplace toujours des renforts à travers le Nakdong. Des observateurs aperçoivent des barges chargées de troupes et des pièces d'artillerie traverser la rivière à 3,2 km au nord de Waegwan le soir du 7 septembre. Le 8, un communiqué nord-coréen revendique la capture de Waegwan.
Le 9 septembre, la situation empire pour la 1re division de cavalerie. Sur son flanc gauche, la 3e division nord-coréenne force le 1er bataillon du 5e de cavalerie à se retirer de la colline 345, à 4,8 km à l'est de Waegwan. La Corée du Nord presse vers l'avant et le 5e de cavalerie est immédiatement pris pour cible, lors de combats en dents de scie sur les collines 203 et 174. Le 1er bataillon du 7e de cavalerie capture finalement cette dernière colline après quatre attaques, et avant qu'il ne quitte ce secteur pour rejoindre son régiment. Le 5e régiment de cavalerie tient avec difficulté la colline 203 toute la journée du 12 septembre. Mais entre minuit et 04h00 le 13 septembre, les Nord-Coréens attaquent à nouveau et prennent la colline 203 à la compagnie E, la colline 174 à la compagnie L, et la Colline 188 aux compagnies B et F. Dans l’après-midi, une contre-attaque permet au régiment de reprendre la colline 188 sur le côté sud de la route, mais elle échoue à reprendre les collines 203 et 174 sur le côté nord. Le 14, la compagnie I attaque à nouveau la colline 174 qui change de mains à sept reprises. Lors de cette action, la compagnie subie 82 pertes. Mais même à ce prix, la compagnie n’arrive à tenir qu’un seul côté de la colline pendant que la Corée du Nord occupe l'autre. La bataille se poursuit à coups de grenades durant une autre semaine. Les différents bataillons du 5e régiment de cavalerie sont si faibles à ce moment qu’ils ne sont plus considérés comme efficaces au combat. Cette bataille en dents de scie continue à 13 km au nord-ouest de Daegu,.

#### Ka-san
Les Nord-coréens frappent avec force dans la zone de Bowling Alley au nord de Daegu. L'attaque prend de court le 8e régiment de cavalerie à Sangju. En effet, la division est mal déployée le long de la route vers cette ville et le manque de force de réserve ne permet pas de contre-attaquer efficacement. Les Nord-Coréens frappent le 2e bataillon du 8e de cavalerie dans la nuit du 2 au 3 septembre sur la colline 448 qu’ils envahissent à l’ouest de la Bowling Alley et à 3,2 km au nord de Tabu-dong. Le 2e bataillon dépassé se retire relayé par le 3e bataillon assemblé à la hâte dans une position défensive au sud de Tabu-dong. Au cours de la journée, des éléments de la 1re division nord-coréenne forcent un peloton I&R du 8e de cavalerie et un détachement de la police sud-coréenne à abandonner la cité fortifiée de Ka-san sur la crête de la colline 902, à 6,4 km à l'est de Tabu-dong et à 16 km au nord de Daegu. Le 3 septembre, le commandement de l'ONU et la 8e armée des États-Unis accuse la perte simultanée de Tabu-dong et de la colline 902. Cette avancée soudaine des Nord-coréens vers le Sud et vers Daegu, inquiète Walton Walker. Il ordonne à un bataillon sud-coréen de prendre position à l'arrière du 8e régiment de cavalerie. La 1re division de cavalerie crée la Task Force Allen, commandée par le général de brigade Frank A. Allen, Jr et chargée d'intervenir au cas où les Nord-coréens perceraient les défenses à l'approche de Daegu. La 8e armée réplique à l'avancée de la Corée du Nord sur la route Tabu-dong en ordonnant à la 1re division de cavalerie de reprendre et de défendre la colline 902 stratégiquement importante pour la défense de Daegu,.

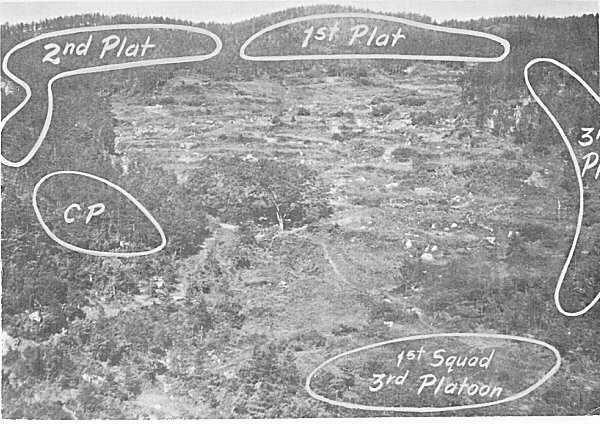
La ligne défensive de la compagnie D au sommet de la colline 755.

Le colonel Raymond D. Palmer, commandant du 8e régiment de cavalerie reçoit l'ordre de reprendre la montagne avec l'aide de quelques unités de soutien du génie affectée pour l'occasion à son régiment, notamment la compagnie D du 8e bataillon du génie de combat,,. Le 4 septembre, la force manœuvre vers Ka-san , et la compagnie D du génie lance son attaque sur la montagne vers midi,. Cette dernière est suivie de loin par la compagnie E du 8e régiment de cavalerie. La compagnie D se retrouve rapidement sous le feu des mitrailleuses lors de sa montée, mais la tête de la compagnie atteint le sommet de la colline 755, le bras sud de la colline 902,. Environ 30 minutes après que la compagnie D a atteint la colline 755, un bataillon nord-coréen lance une attaque sur la colline 755 depuis la crête de la colline 902. Les Nord-coréens frappent le 2e peloton, mais la compagnie repousse l'attaque, qui fait un mort et trois blessés. Cette nuit-là, les mortiers et les armes légères nord-coréennes harcèlent la compagnie et ces derniers lancent plusieurs petites attaques de reconnaissance,. Le 5 septembre à l'aube, les Nord-Coréens attaquent à nouveau, mais malgré les pertes les Américains tiennent leur position rejoint dans la matinée par la compagnie E. Une nouvelle attaque est repoussée mais les troupes se retrouvent presque à court de munitions. À 13h30, le commandant de la 1re division, Hobart R. Gay ordonne au 8e régiment de retirer ses hommes de Ka-san. Gay pense qu'il ne dispose pas des forces suffisantes pour sécuriser et tenir la colline et que de toute manière les Nord-Coréens n’ont pas assez de munitions pour exploiter cette position comme point d'observation afin d’orienter leurs tirs d’artillerie et de mortier,.
Maintenant, avec Ka-san fermement en leur possession, les 13e et 1re divisions nord-coréennes sont prêtes à descendre sur Daegu. Le 6 septembre, les Nord-coréens sont à 4,8 km au Sud de Tabu-dong et d'autres unités occupent la colline 570, à 3,2 km au sud-ouest de Ka-san et surplombant la route de Daegu. Le 7 septembre, l’artillerie nord-coréenne bombarde les batteries des 9e et 99e bataillons d'artillerie de campagne. Les frappes aériennes et l'artillerie américaines ciblent les collines 902 (Ka-san) et 570 avec un feu nourri. Même si la 1re division de cavalerie recule presque partout ce jour-là, Walker ordonne à cette dernière et au 2e corps sud-coréen de réprendre la colline 902. Dans la matinée du 8 septembre, le 3e bataillon, 8e de cavalerie est chargé de repousser les Nord-Coréens de la colline 570. Mais les Nord-coréens tiennent fermement et on estime que 1000 soldats nord-coréens tiennent cette colline à 13 km au nord de Daegu. Walker décide de maintenir une pression continue sur le flanc Est du secteur de la 1re division de cavalerie, menace la plus immédiate pour les forces de l'ONU sur le périmètre de Busan. Mais, ce même jour, le 8 septembre, lorsque les forces nord-coréennes menacent les collines 314 et 660 au sud-est de la colline 570, la 1re division de cavalerie doit annuler la poursuite de son offensive contre la colline 570 menée alors par le 3e bataillon du 7e régiment de cavalerie.
La 1re division nord coréenne commence à manœuvrer vers la zone de la 1re division sud-coréenne sur le flanc droit de la 1re division de cavalerie. Son 2e régiment, avec 1 200 hommes, avance de 9,7 km depuis l'est de la colline 902 vers l'imposante colline P'algong-san haute de 1 200 mètres qu'il atteint aux lumières du jour le 10 septembre. La 1re division de cavalerie américaine concentre alors la plupart de ses unités de combat sur son flanc droit au nord de Daegu,. Les combats au nord de Daegu dans les environs des collines 660 et 314 le 11 septembre sont lourds et confus. Pendant un moment, la 1re division de cavalerie craint une percée à travers les positions du 3e bataillon, 7e de cavalerie. Alors que le 3e bataillon, 8e de cavalerie, attaque encore une fois en vain la colline 570 le 11 septembre, à 3,2 km de là et plus près encore de Daegu, des soldats de la 13e division nord-coréenne saisissent la crête de la colline 314 qui permet l’observation de Daegu et qui doit servir d'appui pour prendre la ville,. Le 12 septembre, les Américains et les Sud-coréens décident de mener une grande contre-attaque contre les 13e et 1re divisions nord-coréennes afin de les arrêter au nord de Daegu. La 1re division sud-coréenne a la mission d'attaquer depuis P'algong-san en direction de Ka-san. Le 3e bataillon, 7e de cavalerie est chargée de l'attaque contre la colline 314 qui débute à 11h00 le 12 septembre. Au prix de très lourdes pertes, les Américains sécurisent la colline,,. Le bataillon tient la colline 314 durant les six prochains jours.
Après la prise de la colline 314, le 12 septembre, la situation au nord de Daegu s’améliore,. Le 14 septembre, le 2e bataillon, 8e de cavalerie attaque et, soutenu par un feu d’appui depuis la colline 314, conquiert une partie de la colline 570 au 19e régiment de la 13e division nord-coréenne. Sur la droite, la 1re division sud-coréenne poursuit son attaque au nord-ouest et avance jusqu’à Ka-san. À ce moment la majeure partie de la 1re division nord-coréenne se retire progressivement de Ka-san et de son voisinage. Et les informations indiquent que la 13e division se retire également vers le Nord. Bien que ces signes soient porteurs d'espoir pour les Américains, Walker continue de préparer la défense de Daegu. Dans ce cadre, quatorze bataillons de police sud-coréenne sont positionnés dans et autour de la ville. Le 15 septembre, les combats continuent sans relâche au nord de Daegu,. Le 2e bataillon, 8e de cavalerie combat toujours pour prendre le contrôle total de la colline 570 sur le côté Est de l'autoroute de Tabu-dong. De l'autre côté, le 2e bataillon, 8e de cavalerie attaque la colline 401, où une force nord-coréenne a pénétré dans l'espace entre le 8e et le 5e régiment de cavalerie. Mais la contre-attaque de l'ONU à Incheon fait s'effondrer la ligne nord-coréenne et coupe toutes leurs principales voies d'approvisionnement et de renforcement,. Le 19 septembre, les troupes de l'ONU découvrent que les Nord-Coréens ont abandonné une grande partie du périmètre de Busan au cours de la nuit,.

### Nakdong Bulge

#### Seconde bataille du Nakdong

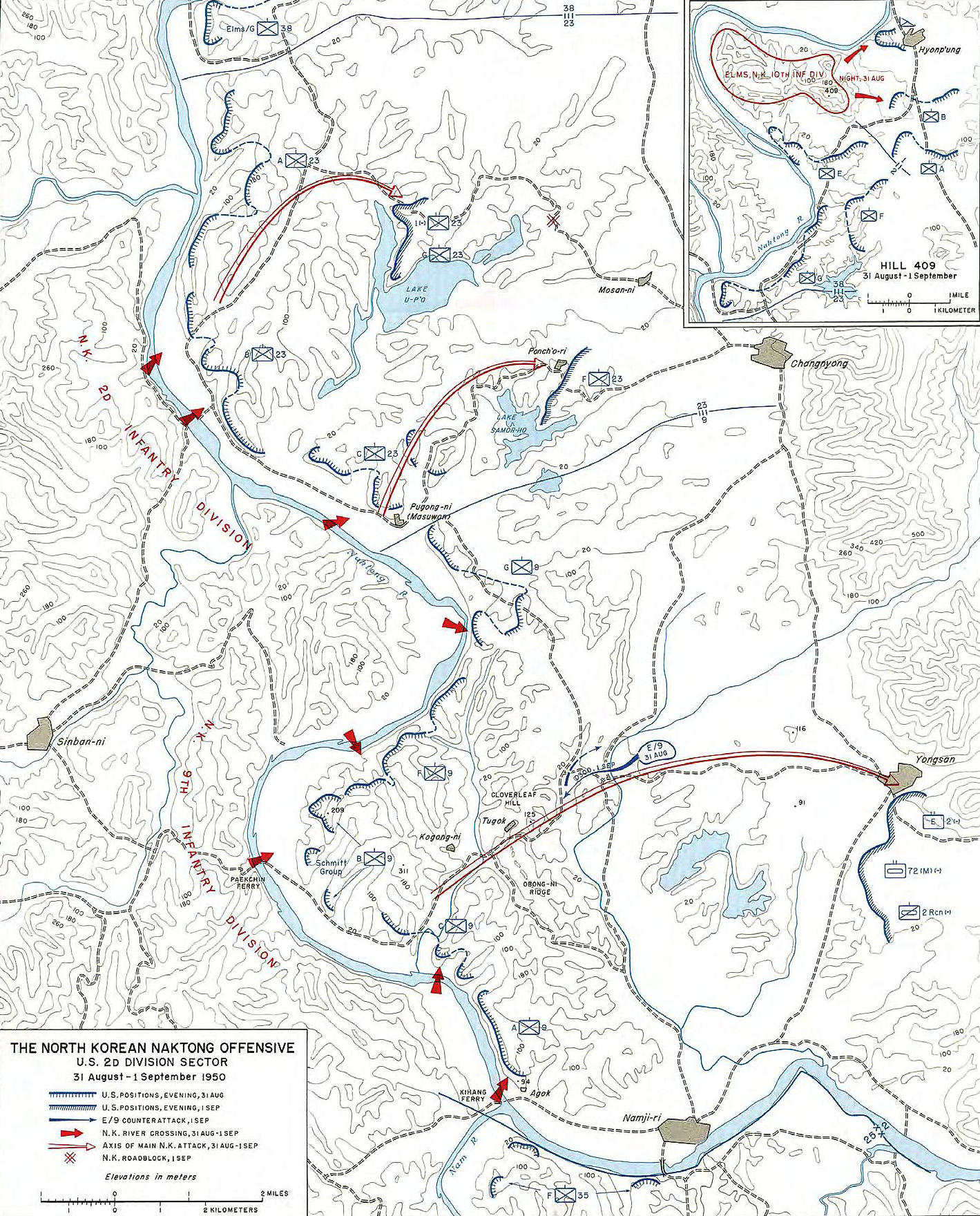
Carte du secteur de la 2e division lors de la grande offensive du Nakdong.

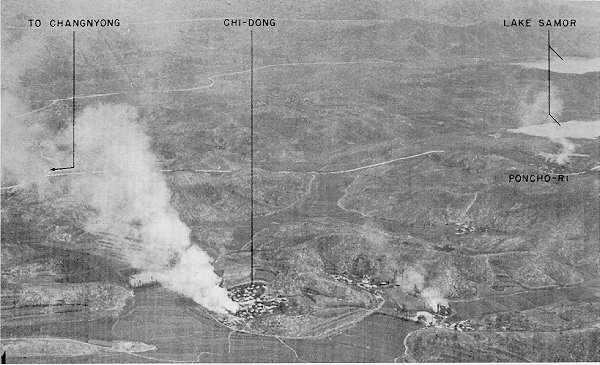
Les positions défensives de Changnyong, 1950.

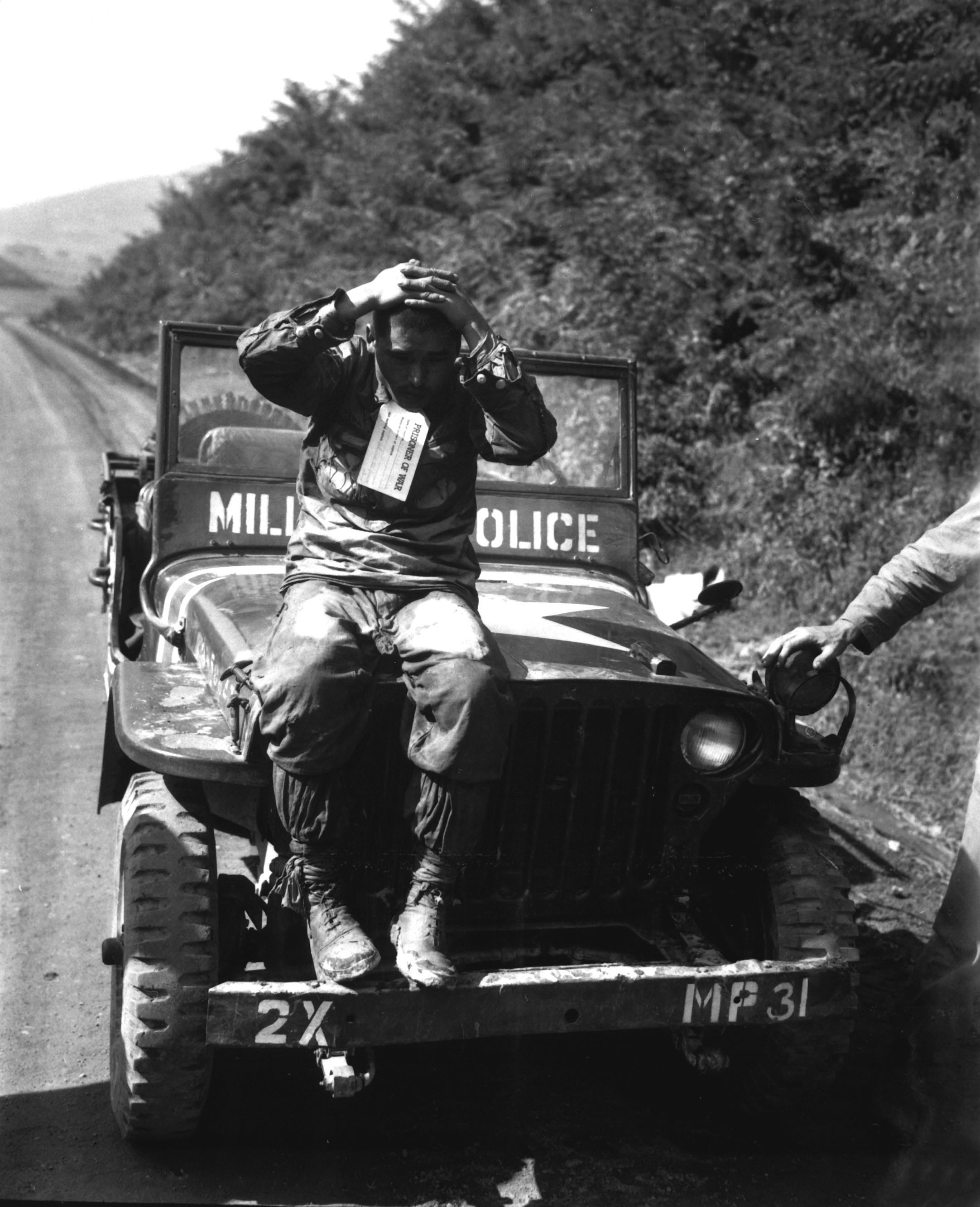
Un prisonnier nord-coréen capturé par un marines américain au Nakdong Bulge le 4 septembre 1950.

##### Première phase
Sur la rive ouest du Nakdong, le major général Pak Kyo Sam, commandant la 9e division d'infanterie nord-coréenne, émet ses ordres d’opérations à la division le 28 août. La mission de la 9e division est de déborder et de détruire les troupes américaines au Naktong Bulge et de capturer les zones de Miryang et de Samnangjin (en) afin de couper la route d'approvisionnement et de retraite entre Daegu et Busan à la 2e division américaine. Cependant, les Nord-Coréens ignorent que la 2e division d'infanterie a récemment remplacé la 24e division d'infanterie sur les positions le long du Nakdong. Par conséquent, ils s’attendent à une résistance plus légère. En effet, les troupes de la 24e division sont épuisées par mois de combats, alors que les hommes de la 2e division sont arrivés récemment en Corée et viennent d'être envoyés au front,. Les Nord-Coréens commencent à traverser le Nakdong sous le couvert de l'obscurité  dans la nuit du 31 août.
De 21 h 30 jusqu'à un peu après minuit, la 9e division d’infanterie nord-coréenne franchit le Nakdong et grimpe les collines vers les positions du 9e régiment américain. Sur le flanc Sud de la ligne du 9e régiment d’infanterie américain, juste au-dessus de la jonction de la rivière Nam avec le Nakdong, la compagnie A est positionnée sur une crête qui s’étire parallèlement au Nakdong et qui se termine par la colline 94, et le village d'Agok,. À 22 h 0, les Nord-coréens commencent à frapper les positions de la compagnie A qui tient jusqu'au lendemain matin,. Au nord de la compagnie A, vers minuit, la 9e division d’infanterie nord-coréenne déborde les positions de la compagnie C qui doit se replier,. Pendant ce temps, à 8,0 km au nord de la compagnie A, la compagnie B tient ses positions sur la colline 209,,. Mais la traversée des Nord-coréens prend par surprise la plupart des hommes des compagnies D et H situés au pied de la colline 209 qui sont pour la plupart tués ou capturés,. À 2 h 0 le 1er septembre, la compagnie B est à son tour attaquée et repoussée de la colline avec de lourdes pertes. À 3 h 0, le 9e régiment ordonne à sa seule unité de réserve, la compagnie E de prendre une position de blocage dans la passe entre Cloverleaf Hill et Obong-ni Ridge, à 4,8 km de la rivière et à 9,7 km de Yongsan, mais à 3 h 30, les Nord-coréens surprennent la compagnie qui subit de lourdes pertes. Avec Cloverleaf Hill et Obong-ni Ridge dans leurs mains, les Nord-Coréens contrôlent alors les hauteurs entre Yongsan et la rivière. La 2e division américaine doit maintenant fonder sa défense de Yongsan sur terrain relativement compliqué à l'ouest de la ville.
Le 23e régiment d'infanterie tient la position au nord du secteur du 9e régiment le long du Nakdong,. Le colonel Paul L. Freeman, le commandant du régiment, déploie le 1er bataillon sur les hauteurs le long de la rivière avec trois compagnies côte à côte,. Il place le 2e bataillon en position de réserve,,. À 21 h 0 les premiers obus nord-coréens tombent sur les positions du 1er bataillon, et à 23 h 0, les Nord-Coréens lancent leur attaque tout le long de la ligne du bataillon. Sur la gauche du régiment, le long de la route Pugong-ni-Changnyong, les Nord-coréens débordent complètement la compagnie C à 3 h 0 entrainant le repli du 1er bataillon à l’exception de la compagnie C bloquée. Lorsque l’on apprend au quartier général du régiment que le 1er bataillon a été débordé, le colonel Freeman déploie trois compagnies de réserve dont les compagnies E et F qui vont établir sur les hauteurs de Ponch'o-ri au-dessus du lac Sanorho, la principale position défensive du 23e régiment devant Changnyong,. Pendant la nuit, des troupes nord-coréennes passent autour du flanc droit de la position de blocage, mais le Headquarters and Service Company (en) du 23e d'infanterie et d'autres unités divers du régiment arrêtent la pénétration près du poste de commandement régimentaire à 8 km au nord-ouest de Changnyong.

##### Une poussée critique
À l'aube, le 1er septembre, Keiser au QG de la 2e division estime que sa division est en difficulté. L'attaque massive des Nord-Coréens a réussi une pénétration profonde sur l'ensemble du secteur de la division, sauf au nord, dans la zone du 38e régiment infanterie. La 9e division nord-coréenne effectue le passage du Nakdong à travers deux principaux points dans le secteur du 9e régiment d’infanterie ; dans le même temps, la 2e division nord-coréenne, traverse en trois endroits dans le secteur du 23e régiment d'infanterie ; et la 10e division nord-coréenne commence à traverser dans la région de la colline 409 près de Hyongp'ung dans le secteur américain du 38e d’infanterie. La pénétration la plus importante se déroulent dans le secteur du 9e régiment d’infanterie. Les Nord-Coréens ont effectué une percée de 9,7 km de large et de 13 km de profondeur au milieu de la ligne de la division et atteint la route qui relie du nord au sud Changnyong à Yongsan route. Ils coupent ainsi la 2e division en deux. Les 38e et 23e régiments avec la majeure partie de l'artillerie de la division située plus au nord se retrouvent coupés du quartier général de la division et du 9e régiment plus au sud. Keiser décide de réorganiser la division deux forces opérationnelles. Il place le général de brigade Loyal M. Haynes, à la tête du groupe nord, la Task Force Haynes et au sud, le général de brigade Joseph S. Bradley prend la tête de la Task Force Bradley,. Keiser espère qu'il pourra organiser une défense le long de la route Changnyong-Yongsan et bloquer l’accès aux Nord-coréens à la passe menant vers l'est et Miryang. Le général Walker estime que la situation la plus critique lors de la Grande offensive du Nakdong se situe dans la zone du Naktong Bulge dans le secteur de la 2e division car Miryang est menacée et avec elle, la totalité des positions de la 8e armée. Il ordonne au général de brigade des Marines Edward A. Craig, commandant de la 1re brigade provisoire, de se tenir prêts à partir pour le Nakdong Bulge,. À 09h00, Walker demande à l'US Air Force de faire un effort maximum le long du Nakdong et d'isoler le champ de bataille afin de prévenir d'autres renforts et couper l'approvisionnement nord-coréen. Sur l'ordre du commandement d'Extrême-Orient, la 7e flotte arrête ses frappes sur la zone Incheon-Séoul afin de filer vers le Sud à pleine vapeur,.
La situation sur le front est chaotique pendant la journée du 1er septembre. Dans le secteur du 9e d’infanterie, la compagnie A  qui a manœuvrer au nord d'Agok reçoit l'ordre dans la soirée de se replier, mais elle se fait complètement anéantir dans l'opération,,. Pendant ce temps, la Task Force Manchu, composée de la compagnies E du 9e d’infanterie, renforcée par des sections des compagnies D et H et qui devaient opérer une patrouille de l'autre côté du fleuve avant de se faire surprendre et isoler par l'offensive coréenne, tient toujours sa position le long du fleuve Nakdong, sur la proéminence sud de la colline 209, à environ 8,0 km au nord de l'endroit où la compagnie A a été détruite et à 800 m au sud des positions de la compagnie B. Au total, 60 à 70 hommes forment ce groupe commandé par le premier lieutenant Edward Schmitt. À l'aube du 1er septembre, Schmitt et son groupe se rendent compte qu'ils sont encerclés par les Nord-Coréens ; ces derniers attaquent à 14h00. Pendant quatre jours, les Nord-coréens multiplient les attaques contre la Task Force Manchu,,. À bout de force, de nourriture et de munitions,, avec seulement deux officiers et environ la moitié des hommes encore en vie, les Américains décident d'abandonner la position dans la nuit du 4 au 5 septembre,.
Au Nord du 9e régiment, le 23e régiment est également après le 1er septembre, dans une situation très précaire. Le 1er bataillon est chassé du fleuve et isolée à 4,8 km à l'ouest de sa position initiale et des unités amies les plus proches. À 8 km au nord-ouest de Changnyong, le quartier général du 23e régiment et sa compagnie vont livrer un combat acharné de près de 3 heures. Les Nord-Coréens poussent vers Changnyong dans l'après-midi du 2 septembre et atteignent les portes de la cité dans la soirée. Keiser ordonne au 2e bataillon du 38e d'infanterie de manœuvrer vers le Sud afin d'aider le 23e régiment d'infanterie à établir une position défensive à l'ouest de Changnyong. Le 3 septembre, les troupes nord-coréennes lancent une attaque sur la colline 284 contre le poste de commandement du 38e. Ce combat dure jusqu'au 5 septembre. Ce jour-là, la compagnie F reprend la colline 284 tuant 150 Nord-Coréens. La 2e division envoie depuis Mosan-ni, le 3e bataillon du 38e ouvrir la route au 1er bataillon du 23e par une attaque vers l'Ouest et le rejoint à 17h00 le 2 septembre. Dans la soirée, les Nord-Coréens attaquent en force le 3e bataillon sur la colline 209 au nord de la route et en face du 1er Bataillon, repoussant une compagnie de sa position. Le 4 septembre, Haynes modifie la limite entre le 38e et le 23e régiments d'infanterie, attribuant la partie nord du secteur du 23e au 38e d'infanterie, permettant ainsi au 1er bataillon de manœuvrer vers le sud pour aider le 2e bataillon à défendre l’approche sud de Changnyong. Le 23e d'infanterie projette de concentrer toutes ses troupes sur les positions occupées par son 2e bataillon sur la route Pugong-ni-Changnyong. Le 1er bataillon se rend sur place et prend position sur le flanc gauche du 2e bataillon. Dans ce périmètre, le 23e d'infanterie mène une série de durs combats.
La 2e division nord-coréenne procède à une nouvelle attaque contre le périmètre du 23e régiment avant l'aube du 8 septembre afin de percer vers l'Est. Cette attaque, lancée à 02h30, enfonce les défenses de la compagnie F. Il est à ce moment évident que si les positions de la compagnie F ne peuvent être restaurées, l'ensemble du front du régiment tomberait. L'attaque s’étiole avec la lumière du jour, mais le soir, elle reprend d’autant plus et continuent dans la journée du 9 septembre. L’US Air Force effectue alors un fort soutien aérien sur le périmètre du régiment. Tous les hommes disponibles sont envoyés au combat au moment le plus critique et lorsque l'attaque cesse finalement peu après 12h00, le 23e régiment ne dispose plus que d'une efficacité de combat estimée à seulement 38 pour cent de ses effectifs. Ce lourd combat coûte à la 2e division nord-coréenne la plupart de ses dernières forces offensives. Mais bien que la plus grande partie de sa force offensive a été perdu au 9 septembre, la division continue à harceler les zones arrière autour de Changnyong pendant plusieurs jours.

#### Yongsan

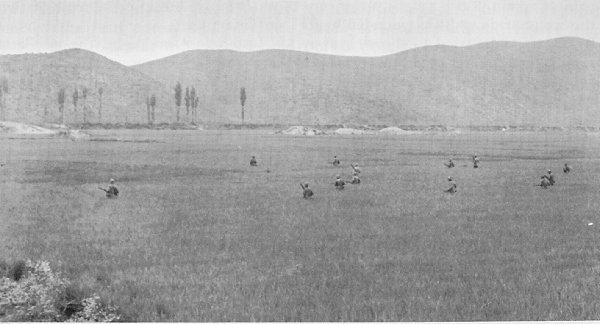
Les troupes américaines traversent les rizières lors d'une attaque à l'ouest de Yongsan.

Le matin du 1er septembre, les 1er et 2e régiments de la 9e division d'infanterie nord-coréenne se trouvent après la traversée du fleuve et la pénétration des lignes américaines à seulement quelques kilomètres de Yongsan,. Avec seulement les restes de la compagnie E, le 9e régiment de la 2e division n’a pratiquement aucune troupe pour défendre Yongsan. Le commandant de la division, le major général Laurence B. Keiser rattache alors le 2e bataillon du génie au régiment. Le 72e bataillon de chars et la compagnie de reconnaissance de la 2e division sont également affectés sur des positions proches de Yongsan. La compagnie A du 2e bataillon du génie prend position sur le côté sud de la route de Yongsan-Nakdong ; la compagnie D du 2e bataillon du génie se positionne sur le côté nord de la route. À environ trois km à l'ouest de Yongsan, 300 soldats nord-coréens engagent la compagnie A. Pendant ce temps, la compagnie D manœuvre vers la colline surplombant Yongsan juste au sud. La compagnie A reçoit alors l’ordre de se replier au sud-est de Yongsan sur le flanc gauche de la compagnie D. Là, la compagnie A prend position le long de la route ; à sa gauche, la compagnie C du bataillon du génie, et au-delà, la compagnie de reconnaissance de la 2e division. Les Nord-Coréens approchent également Yongsan par le Sud. La compagnie de reconnaissance de la 2e division et le 72e bataillon de tank s'opposent à ces derniers dans un combat intense. Mais cette nuit-là soldats nord-coréens franchissent les faibles défenses autour de Yongsan et entrent dans la ville par le Sud,.
Le 2 septembre, tandis que les Nord-Coréens tentent de détruire les troupes du génie à la lisière sud de Yongsan et de dégager la route vers Miryang; la 1re brigade provisoire des Marines, sous les ordres du général de brigade Edward A. Craig est autorisée à manœuvrer vers Yongsan Walker rattache provisoirement la brigade des Marines à la 2e division et ordonne une attaque coordonnée par tous les éléments disponibles de la division et des Marines, avec la mission de détruire les Nord-Coréens à l’Est du Nakdong dans le secteur de la 2e division et de restaurer les lignes sur le fleuve,,,. Les Marines attaquent à 08h00 le 3 septembre à l'ouest, à cheval sur la route Yongsan-Nakdong ; le 9e régiment, la compagnie B du 72e bataillon de tank et la batterie D du 82e bataillon AAA attaquent au nord-ouest et tentent de rétablir le contact avec le 23e régiment ; et le 2e bataillon de génie, les restes du 1er bataillon, 9e d'infanterie, et les éléments du 72e bataillon de chars attaquent sur le flanc gauche afin de rétablir le contact avec la 25e division. La contre-offensive américaine du 3 au 5 septembre à l’ouest de Yongsan donne lieu à l'une des débâcles les plus sanglantes de la guerre pour une division nord-coréenne. Même si les restes de la 9e division, soutenue par la faible résistance de la 4e division, détiennent toujours Obong-ni Ridge, Cloverleaf Hill, et les voies de retrait vers le Nakdong le 6 septembre, leurs forces offensives sont totalement épuisées à la fin de la contre-attaque américaine. Les 9e et 4e divisions ne sont plus en mesure de reprendre l'offensive.

### Masan

#### Haman

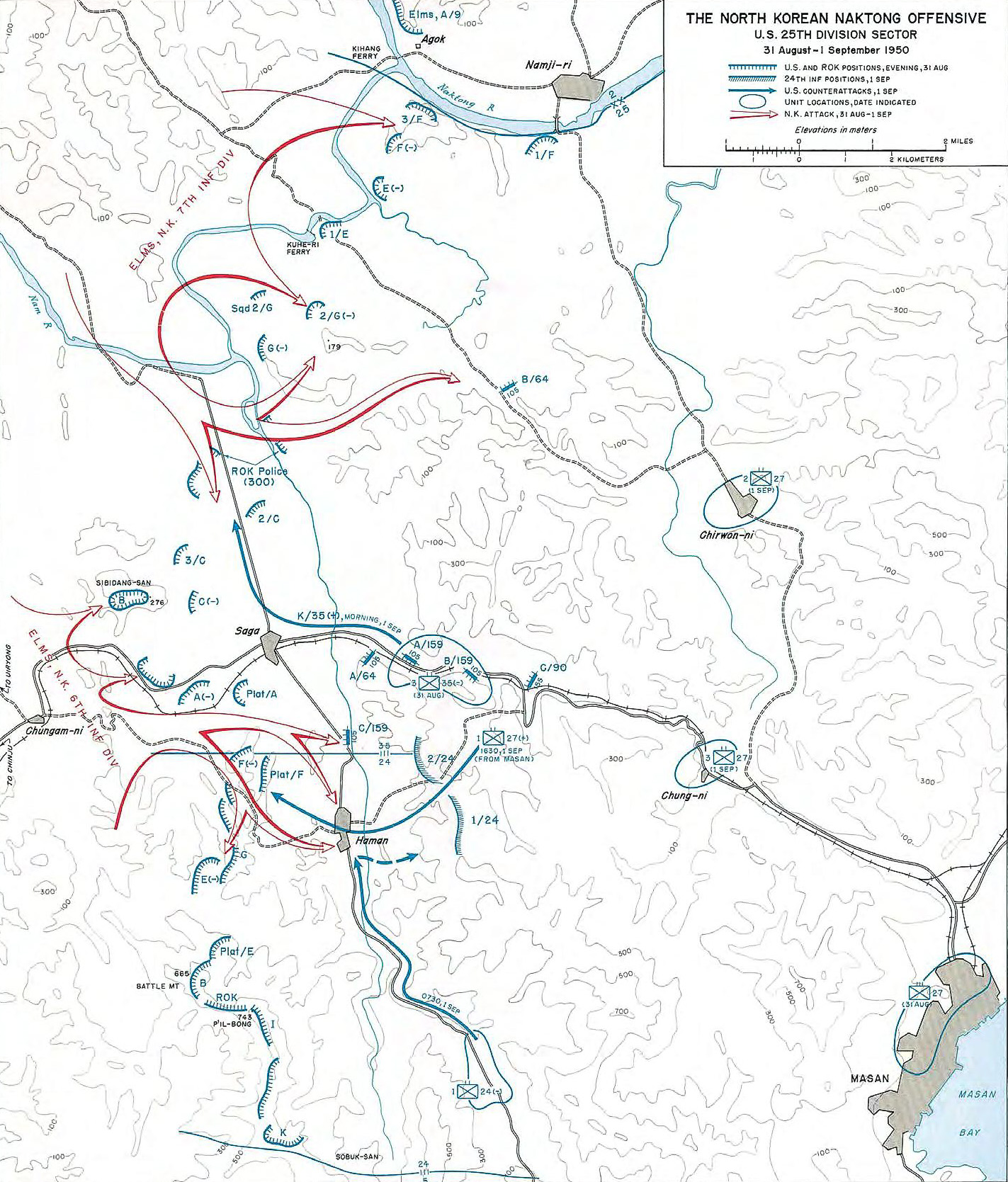
Carte du secteur de la 25e division lors de la Grande offensive du Nakdong.

À l’extrême ouest, au centre-gauche de la ligne de la 25e division, le 2e bataillon du 24e régiment du lieutenant-colonel Paul F. Roberts tient la crête de la seconde arête à l'ouest d'Haman à 1,6 km de la ville. Depuis Chungam-ni, sur le territoire nord-coréen, une route secondaire conduit à Haman le long des basses collines et à travers les rizières en passant à l'est et à 1,6 km au sud de la route principale Chinju - Masan. Elle passe par les positions du 2e bataillon du colonel Roberts via un col à 1,6 km à l'ouest d'Haman. À la fin de l'après-midi du 31 août, les observateurs de la compagnie G du 24e régiment d’infanterie, remarque une certaine activité à 1,6 km devant de leurs positions. Ils demandent une intervention aérienne qui frappe la zone au crépuscule. L'artillerie américaine effectue également une grande concentration de tir sur la zone, mais son effet demeure à ce stade inconnu. Toutes les unités américaines sur la ligne sont alertées d’une éventuelle attaque nord-coréenne.
Dans la soirée, les Nord-Coréens lancent leur offensive coordonnée contre l'ensemble des forces des Nations unies sur le périmètre. La 6e division nord-coréenne marche en premier et frappe la compagnie F sur le côté nord du col de la route Chungan-ni - Haman. Les troupes sud-coréennes présentes au nord du col quittent leurs positions et se replient sur la compagnie G au sud du col. Les Nord-Coréens récupèrent une arme sans recul de 75 mm dans le col et s’en servent contre les chars américains, mettant deux d'entre eux hors service. Ils envahissent ensuite une section de mortiers de 82 mm à l'extrémité est de la passe. Au sud de la passe, à l'aube, le premier-lieutenant Houston M. McMurray constate que seulement 15 des 69 hommes affectés à son peloton sont demeurés avec lui dans un mélange de troupes américaines et sud-coréennes. Les Nord-Coréens attaquent cette position à l'aube. Ils s’infiltrent au travers d’une brèche dans le périmètre de barbelés. Utilisant des grenades et balayant la zone à la mitrailleuse, les Nord-coréens envahissent rapidement la position. De nombreux officiers et sous-officiers ont tenté de contenir le repli de leurs soldats, mais beaucoup n’ont pas suivi les ordres. Dans un cas, les troupes sud-coréennes ont tué leur propre commandant de compagnie quand ce dernier à tenter de les empêcher de fuir.
Peu de temps après le début de l'attaque nord-coréenne, la majeure partie du 2e bataillon du 24e régiment d'Infanterie fuit ses positions. Une compagnie à la fois, le bataillon est frappé par de fortes attaques tout le long de son front. Et à l'exception de quelques dizaines d'hommes dans chaque compagnie, chaque formation est rapidement mise en miettes et la plupart des soldats se replient vers Haman à l’encontre des ordres de leurs officiers. Les Nord-Coréens traversent rapidement les lignes américaines en ruine et envahissent le poste de commandement du 2e bataillon, tuant plusieurs hommes et détruisant une grande partie de l'équipement du bataillon. Avec la destruction de la majeure partie du 2e bataillon, Haman se retrouve ouverte aux attaques nord-coréennes. Alors que les Nord-Coréens commencent à encercler la ville, le lieutenant-colonel Paul F. Roberts, le commandant du 2e bataillon, ordonne à un officier de prendre les restes du bataillon et d'établir un barrage routier à la limite sud de la ville. Bien que l'officier donne l’ordre à un grand nombre d'hommes de l'accompagner, seuls huit le font effectivement. Le 2e bataillon n’est plus à ce moment une force de combat efficace. Même si des poches de ses soldats demeurent sur leurs positions et combattent farouchement, la majorité fuit devant l'attaque, et les Nord-Coréens peuvent manœuvrer devant une résistance inégale. Ils encerclent Haman alors que le 2e bataillon s'effondre dans le désarroi.

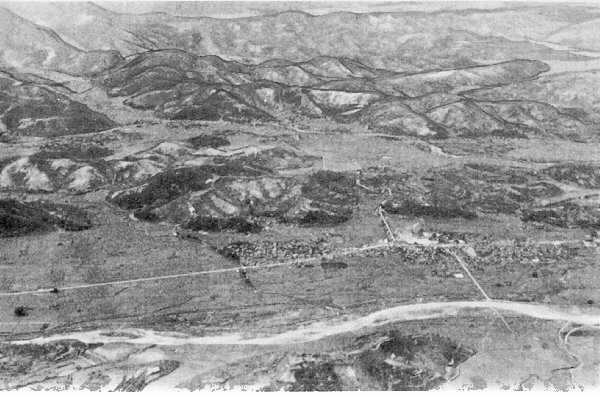
Haman en 1950. Les positions du 24e régiment d'infanterie sont sur les crêtes à l'ouest (à gauche) de la ville.

Quand l'attaque nord-coréenne a franchi les positions du 2e bataillon, Champeny a ordonné au 1er bataillon situé à environ 4,8 km au sud de Haman sur la route Chindong-ni de contre-attaquer et de rétablir la ligne. Roberts réussi à rassembler 40 hommes rescapés du 2e bataillon, afin de se joindre à cette contre-attaque qui démarre à 07h30. Mais au contact de l’ennemi, le 1er bataillon s’effondre et se replie vers l'arrière. Peu après l’aube, les hommes dispersés et désorganisés des 1er et 2e bataillons du 24e régiment d’infanterie ont fui vers les hauteurs à 3,2 km à l’est de Haman. Alors qu'ils tiennent la ville, la plus grande partie de deux régiments de la 6e division nord-coréenne s’engouffre dans la brèche de Haman.
À 14h45 le 1er septembre, Kean ordonne une contre-attaque immédiate pour restaurer les positions du 24e d'infanterie. Pendant 30 minutes les avions e l’US Air Force, y compris des P-51 Mustang et P-80 Shooting Stars, frappent les positions nord-coréennes autour de Haman avec des bombes, du napalm, des roquettes, et des tirs de mitrailleuses. Ils frappent également les crêtes tenues par les nord-coréens autour de la ville. Ces frappes sont suivies de quinze minutes des tirs d'artillerie concentrés. Des incendies se propagent dans Haman. Les troupes de Check attaque à l'ouest à 16:30, renforcée par un peloton de chars de la compagnie A du 79e bataillon de chars. Huit chars, accompagnés d’infanterie, le fer de lance de l'attaque sur Haman, capture de la ville facilement, alors que la plupart des troupes nord-coréennes ont abandonné la cité. Les Nord-Coréens tiennent cependant avec vigueur la crête sur le côté ouest de la ville, et leurs tirs de mitrailleuse balaient toutes les approches. Le feu nord-coréen détruit un char et les troupes d'infanterie subissent de lourdes pertes. Mais le bataillon de Check presse l'attaque et à 18h25 il saisit le premier sommet à 500 mètres à l'ouest de Haman. À 20h00, la moitié des anciennes positions sur la plus haute crête à 1,6 km à l'ouest de Haman sont sécurisées. Situé à seulement 180 m du sommet de l’arête, l'infanterie se retranche pour la nuit. Elle a repris Haman et repousser les anciennes positions de la 24e.
Dans la semaine qui suit, les Nord-coréens attaquent Haman quotidiennement. Après l’échec de l'infiltration nord-coréenne le 7 septembre, l'attaque nord-coréenne sur Haman est au point mort. Les Nord-Coréens, en proie à des problèmes de logistique et de main-d'œuvre, préfère axer davantage leurs attaques contre les positions du 24e d'infanterie sur Battle Mountain, ainsi que contre les positions 35e d'infanterie sur la rivière Nam. Les troupes d'infanterie du 24e à Haman ne subissent plus que quelques attaques sporadiques jusqu'au 18 septembre.

#### Fleuve Nam

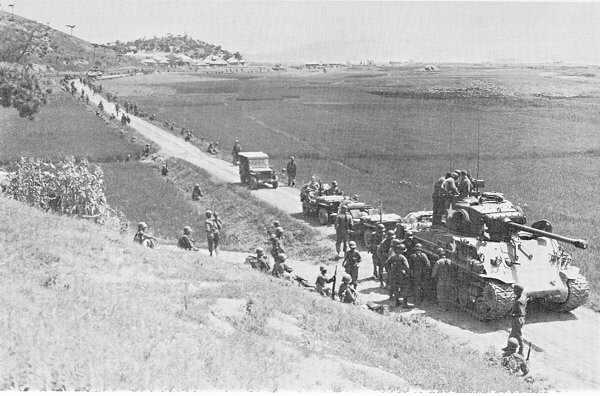
Des troupes du 2e bataillon, 27e d'infanterie traversent la Engineer Road reprise à l'ennemi.

Pendant ce temps, les troupes nord-coréennes de la 7e division engagent tous leurs efforts contre la ligne du 35e d'infanterie. À 23h30 le 31 août, un canon automoteur SU-76 nord-coréenne traverse la Nam et tir des obus sur les positions de la compagnie G du 35e régiment surplombant la rivière. En quelques minutes, l'artillerie nord-coréenne attaque l’ensemble des compagnies du régiment depuis la rive ouest du pont de Namji-ri,. Sous le couvert de l’artillerie, un régiment de la 7e division traverse la rivière Nam et attaque les compagnies F et G du 35e. D'autres soldats nord-coréens franchissent la Nam sur un pont sous-marin (en) en face des rizières au nord de Komam-ni et à proximité de la frontière entre le 2e bataillon, dirigé par le lieutenant-colonel John L. Wilkins, Jr., tenant le bord de la rivière et le 1er bataillon du lieutenant-colonel Bernard G. Teeter tenant la ligne de colline qui s’étend de la rivière Nam à Sibidang-san et à l'autoroute Chinju-Masan. Le 35e régiment d'infanterie, qui doit faire face à des pénuries de matériel et de renforts, est sous équipé mais néanmoins préparé à une attaque.
Au niveau du site de traversée de la rivière par le ferry situé entre ces deux bataillons, le commandant du régiment, le colonel Henry Fisher place 300 policiers sud-coréens, dans l'espoir qu'ils puissent tenir assez longtemps pour servir d'avertissement pour le reste des troupes nord-coréennes. L’artillerie américaine située sur les collines surplombant la zone doit couvrir ces derniers. De retour à Komam-ni, Fisher prépare le 3e bataillon à une contre-attaque en cas de pénétration de l'ennemi. Mais de façon inattendue, les compagnies de police près du ferry se dispersent aux premiers tirs nord-coréens. À 00h30, les troupes nord-coréennes s’engouffrent par ce trou dans la ligne, certaines manœuvrent à gauche pour prendre la compagnie G par son flanc et à revers, tandis que les autres soldats manœuvrent à droite pour attaquer la compagnie C, qui se situe sur un éperon rocheux à l'ouest de la route de Komam-ni. Les éléments des compagnies C et D forment une ligne de défense le long de la digue à la limite nord de Komam-ni où des chars américains les rejoignent à l'aube. Les Nord-coréens, cependant, ne passent pas par le carrefour routier de Komam-ni à 6,4 km au sud de la rivière comme Fisher le prévoyait ; à la place, ils manœuvrent vers l'est dans les collines derrière le 2e bataillon.
Au lever du jour, le 1er septembre, une force de secours composée des soldats de la compagnie C du quartier général, menée par les chars américains, ouvre la route de Sibidang-san et réapprovisionne en munitions le 2e peloton de la compagnie B juste à temps pour lui permettre de repousser une nouvelle attaque nord-coréenne. Cet assaut, qui échoue, entraîne la mort de 77 soldats et la capture de 21 Nord-Coréens. Bien que le 35e d’infanterie tient l’ensemble de ses positions d'origine à l’exception de celle du peloton avancé de la compagnie G, 3 000 soldats nord-coréens ont franchi les lignes,. La pénétration la plus profonde atteint les hauteurs juste au sud de Chirwon donnant sur la route nord-sud.
Dans l’après-midi, Kean estime que la situation est grave et menace l'intégrité de la ligne de la division. Il ordonne au 2e bataillon du 27e régiment d'infanterie d’attaquer derrière le 35e régiment, parce qu'une grande partie de l'artillerie de la division est sous l’attaque directe de l’infanterie nord-coréenne. Durant la matinée du 1er septembre, lorsque les troupes de la 7e division nord-coréenne ont attaqué, et la première unité américaine qu’ils rencontrent est la compagnie G du 35e d'infanterie. Alors que certaines unités nord-coréens attaquent la compagnie G, d'autres engagent la compagnie E à 3,2 km en aval de cette première, et d'autres encore attaquent des unités dispersées de la compagnie F jusqu’à son 1er peloton, qui garde le pont de Namji-ri. Là, sur le flanc extrême droit de la 25e division américaine, ce peloton réussit à chasser une force nord-coréenne après une lutte acharnée. Le 2 septembre, la compagnie E a détruit la plupart d'un bataillon nord-coréen dans de lourds combats.
Des combats confus continuent derrière la ligne du 35e d'infanterie la semaine suivante. Les bataillons, compagnies et pelotons, coupées et isolées, combattent sans contrôle directs de leurs supérieurs et globalement sans soutien à l'exception des parachutages qui ravitaillent la plupart de ces unités. Les parachutages fournissent également des forces de secours en essayant d'atteindre les unités de première ligne. Des chars et des véhicules blindés conduisent aux unités isolées des fournitures, des vivres et de munitions et embarquent les blessés critiques en retour. En général, le 35e régiment d'infanterie combat sur ses positions d'origine de la ligne, tandis que dans un premier temps, un bataillon, et plus tard deux bataillons, du 27e régiment d'infanterie combattent dans sa direction à travers quelque 3 000 Nord-Coréens sur leurs arrières.
Bien que la 25e division soit globalement moins sous la pression des unités nord-coréennes après le 5 septembre, il y a encore des attaques locales sévères,. Les fortes pluies entrainent la hausse de la Nam et du Naktong le 8 et le 9 septembre, ce qui réduit le risque de nouvelles traversées des Nord-coréens. Cependant, les attaques nord-coréennes contre le 2e bataillon, 35e d'infanterie se poursuivent chaque nuit alors que les approches du pont sur la rive nord ont été minées. À un moment donné, il y a jusqu'à une centaine de morts nord-coréens dans la zone. Du 9 au 16 septembre, il y a des attaques limitées sur le front du 35e d’infanterie, mais l’essentiel de l'élan nord-coréen a été brisé et ils ne peuvent pas rassembler suffisamment de forces pour mener à nouveau des attaques d’envergure contre le régiment.

## Bilan des combats

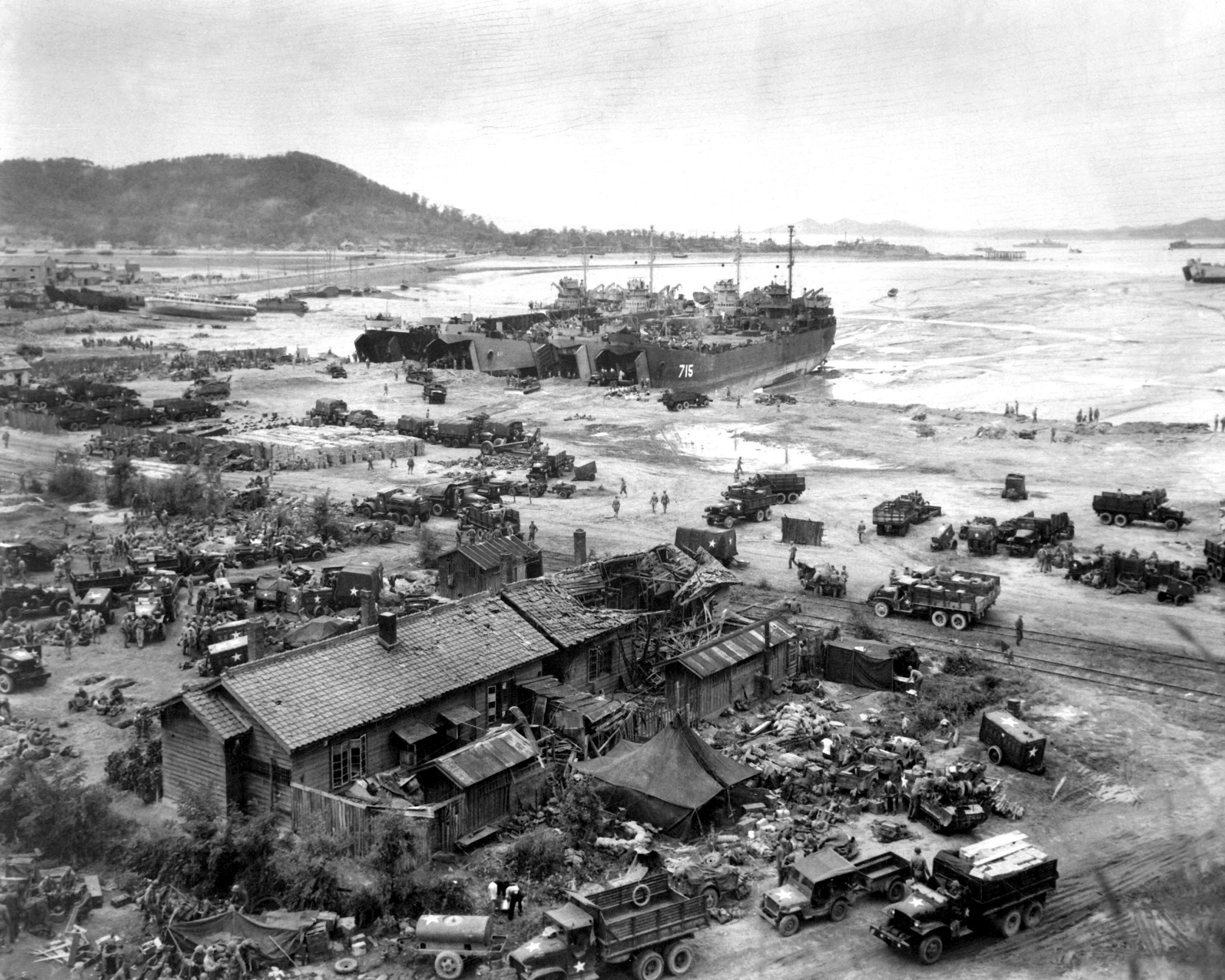
Quatre LST débarquent des hommes et de l'équipement sur les arrières des forces de la Corée du Nord.

La contre-attaque de l'ONU à Inchon effondre la ligne nord-coréenne et coupe toutes leurs principales voies d'approvisionnement et de renforcement. La plupart des unités nord-coréennes commencent à conduire des actions retardatrices afin de ramener la plus grande partie de leur armée en Corée du Nord. Les Nord-Coréens se retirent en premier de la région de Masan dans la nuit du 18 au 19 septembre. Après celle-ci, le reste des unités nord-coréennes s’est ensuite retiré rapidement vers le Nord. Le 19 septembre l'ONU découvre que les Nord-Coréens ont abandonné une grande partie du périmètre de Busan au cours de la nuit, et les unités de l'ONU ont commencé à avancer depuis leurs positions défensives afin de réoccuper leurs positions initiales. Les unités américaines se lancent rapidement à leur poursuite en direction du nord, en passant sur les positions du fleuve Nakdong, qui n'ont plus alors d'importance stratégique.

### Au Nord
Au Nord, l’ensemble du 2e corps est dans un état désastreux, et l'armée nord-coréenne, épuisé par les combats menés le long périmètre de Busan et dont les lignes ont été coupées après le débarquement d’Inchon est au bord de la défaite.
Dans le détail, au Nord-Est du périmètre, la 12e division nord-coréenne est pratiquement détruite et la 5e division nord-coréenne essaie de rassembler les survivants près P'ohang-dong. La 3e division sud-coréenne se lance à la poursuite de la 5e division nord-coréenne, et la division Capitale à celle de la 12e division. Le 15 septembre, la division Capitale atteint An'gang-ni alors que les troupes nord-coréennes se retirent vers Kigye, la 8e armée dissout la Task Force Church et l'Armée de la République de Corée reprend le contrôle du 1er corps. Durant les deux semaines de la Grande offensive du Nakdong, les troupes sud-coréennes, démoralisées, ont assumé la majeure partie des combats au sol, mais les chars, l'artillerie et les unités terrestres américaines ont apporté un soutien décisif. Le nombre exact de victimes dans cette zone est difficiles à déterminer mais il est très élevé. Ce n’est pas plus de quelques milliers de soldats des 5e et 12e divisions qui ont pu retourner en Corée du Nord. Les pertes américaines, dans l'intervalle, sont relativement légères.
Dans la région de Yongch'on, la quasi destruction des 8e et 15e divisions nord-coréennes, respectivement par la 6e division sud-coréenne et la Task Force Jackson avec l'aide des 5e et 11e régiments ne laisse que peu de survivants pour rentrer en Corée du Nord,,.
Au Nord de Daegu, la 3e division nord-coréenne est presque complètement détruite dans les combats ; sur ces 7000 hommes au début de l'offensive le 1er septembre, seuls 1000 à 1800 hommes sont en mesure de rentrer  en Corée du Nord en septembre et octobre. Les 13e et 1re divisions nord-coréennes sont également quasiment détruites. La 1re division comptait 5 000 hommes au début de l'offensive au 1er septembre et la 13e division 9 000 soldats. Sur ce nombre, seuls 2 000 hommes de la 1re division ont pu atteindre la Corée du Nord en octobre. La 13e division est complètement anéantie. seuls quelques centaines d'hommes sont de retour en Corée du Nord. Dans le même temps, la 1re division de cavalerie américaine compte 770 tués, 2613 blessés et 62 capturés lors des combats le long du périmètre de Busan. Ces chiffres incluent les pertes subies au mois d'aout lors de la bataille de Daegu, soit environ 600 blessés et près de 200 tués au combat. La division compte 14 703 soldats le 1er septembre, et en dépit de ses pertes, elle demeure en excellente position pour attaquer. La 1re division sud-coréenne comptait 10 482 hommes au 1er septembre, mais le nombre des victimes sud-coréennes à la bataille est difficiles établir même si elles sont lourdes.

### A l'Ouest
La situation du 1er corps d'armée est également désastreuse. Les 2e, 4e et 9e divisions nord-coréennes sont presque entièrement détruites dans les combats du Nakdong. La 9e division était composée de 9 350 hommes au début de l'offensive le 1er septembre, la 2e division de 6 000 et la 4e division de 5 500. Mais seuls quelques centaines hommes de chaque division peuvent retourner en Corée du Nord après la bataille. La majorité des troupes nord-coréennes a été tuée, capturée ou a déserté. Dans le même temps, la 2e division d’infanterie américaine subit 1 120 tués, 2 563 blessés, 67 capturés et 69 disparus lors de la bataille du périmètre de Busan. Mais ce total comprend aussi environ 180 blessés lors de la première bataille du Nakdong le mois précédent. La division compte 17 498 soldats au 1er septembre et demeure en excellente condition pour attaquer en dépit de ses pertes. La 1re brigade provisoire des Marines dénombre 185 morts et environ 500 blessés au cours de la bataille de périmètre de Busan, mais l’essentiel des pertes a eu lieu à Yongsan. Lors de la Grande offensive du Nakdong, la seconde bataille du Naktong est considérée par les historiens comme la menace la plus grave. C’est la bataille dans laquelle les Nord-Coréens obtiennent les gains les plus importants, ils coupent en deux la 2e division d'infanterie américaine et capturent brièvement Yongsan, où ils sont très proches de créer une brèche à travers les lignes américaines.
Les troupes nord-coréennes ont beaucoup souffert dans la lutte pour Masan subissant un grand nombre de victimes. À la mi-septembre, la 7e division est réduite à seulement 4 000 hommes ; elle a perdu  6 000 sur le périmètre de Busan. Sur les 20 000 hommes de la 6e division, 6 000 quittent la zone de Masan et seuls 2 000 arrivent à rejoindre le Nord, soit une perte de 80 pour cent. Pour la 25e division, le 24e régiment dénombre 267 tués, 796 blessés, dont un capturé et deux disparus pendant son temps sur le périmètre de Pusan, dont 450 blessés et 150 tués à Battle Mountain. Le 8e bataillon d'artillerie de campagne, soutenant le 24e d’'infanterie  subit 18 tués et 26 blessés, tandis que le  79e  bataillon de chars, également en soutien, subit deux morts et 20 blessés. Le 35e régiment d'infanterie compte dans ses rangs 154 tués, 381 blessés et 2 disparus durant la bataille. Le 27e régiment d'infanterie totalise lui 118 tués, 382 blessés et 1 capturé lors de la bataille du périmètre de Busan, mais ce décompte inclut 5 morts et 54 blessés lors de la bataille de la Bowling Alley et 150 victimes lors de la première bataille du Nakdong. En soutien aux opérations sur la rivière Nam, le 64e bataillon d'artillerie de campagne souffre de 16 tués, 27 blessés, 1 prisonnier et 5 disparus, le 159e bataillon d'artillerie de campagne compte 18 tués et 41 blessés et le 90e bataillon d'artillerie de campagne dénombre 15 tués, 54 blessés et 1 disparu.

## Conséquences

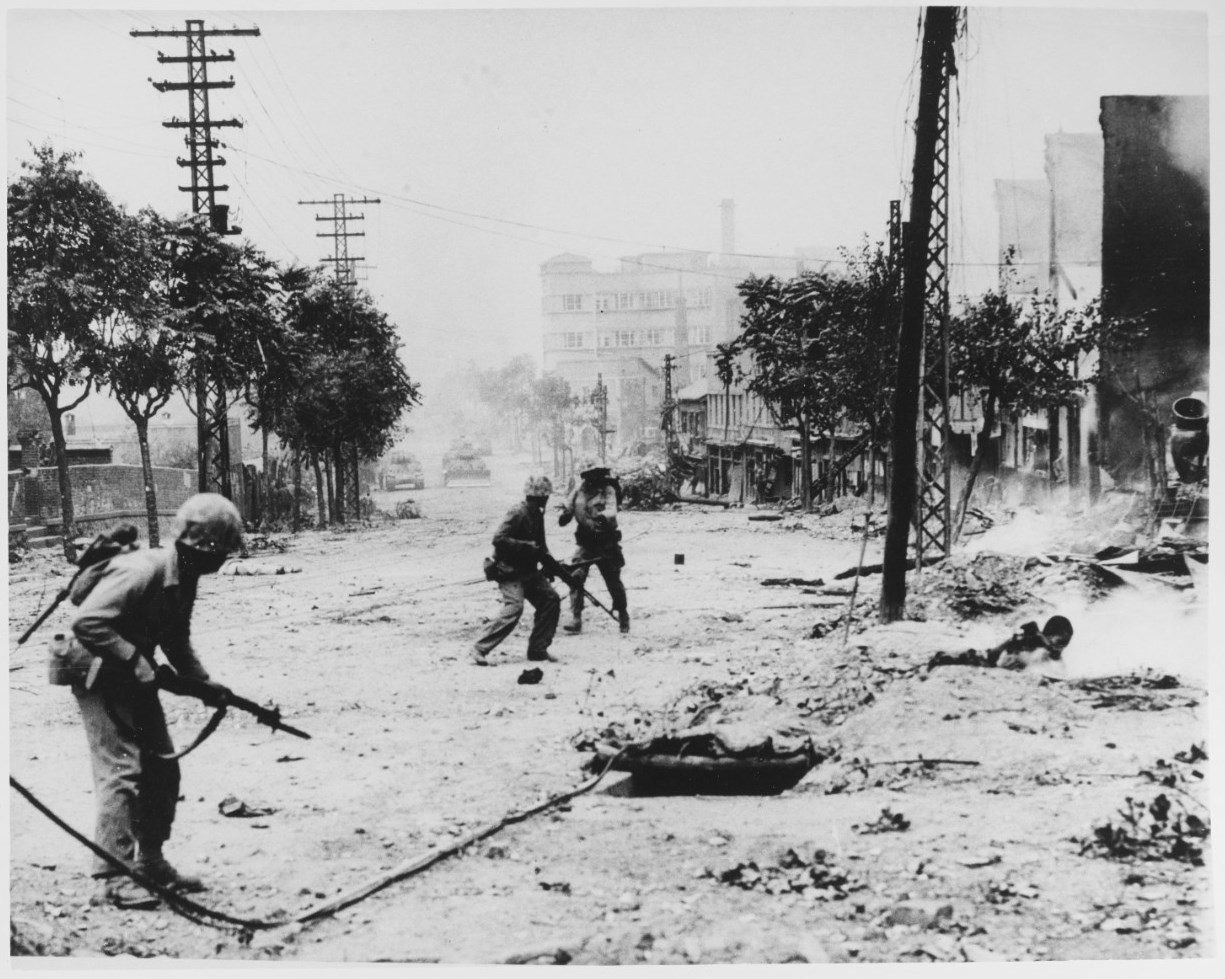
Des Marines lors de la reconquête de Séoul en septembre 1950.

La Grande offensive du Nakdong est l'un des combats les plus brutaux de la guerre de Corée. Les Nord-Coréens ont d'abord réussi à percer les lignes des Nations unies à plusieurs endroits et avant de faire des gains substantiels en encerclant et en repoussant les unités des Nations unies. Les 4 et 5 septembre, la situation est si désastreuse pour les troupes de l'ONU que la huitième armée américaine et l'Armée de la République de Corée déplacent leurs quartiers généraux de Daegu à Pusan pour prévenir un débordement, même si Walker est resté à Daegu avec un petit détachement avancé. Dans l'optique d'un repli, ils préparent également la logistique pour établir un plus petit périmètre défensif appelé « ligne Davidson ». Le 6 septembre, cependant, Walker décide qu'une retraite n'est plus nécessaire. Si la bataille elle-même est une impasse tactique, puisque aucun des  combattants ne peut vaincre l’autre de manière décisive, les unités de l'ONU ont atteint leur objectif stratégique d'empêcher les Nord-Coréens d'avancer plus à l'est et de menacer Busan. Ils sont en mesure de tenir la ligne contre les attaques répétées nord-coréennes jusqu'au débarquement d’Inchon. Si les forces américaines ont sans cesse reculé lors de cette bataille, elles n'ont pas cédé ce qui a empêché les Nord-Coréens de briser le périmètre à Busan.
Le débarquement d'Inchon est un coup dur pour l'armée nord-coréenne, qui la prend complètement au dépourvu et finit de briser des forces déjà affaiblies le long du périmètre. Avec pratiquement plus aucun équipement, des soldats épuisés au moral bas, les Nord-Coréens, en grand désavantage, ne sont pas en mesure de continuer la pression sur le périmètre de Busan tout en tentant de repousser le débarquement à Inchon. Le 23 septembre, les Nord-coréens effectuent une pleine retraite du périmètre de Busan, les forces des Nations unies les talonnant rapidement vers le nord et reprenant les territoires perdus en chemin. La destruction de l'armée nord-coréenne sur le périmètre de Busan aurait sans doute marqué la fin de la Guerre sans l'intervention de la Chine. Les pertes massives d'équipement et de soldats rivalisent avec celles de l'armée ROK dans les premières étapes de la guerre. Les Nord-Coréens s'effondrent totalement en tant que force de combat, et le reste de leur armée se retire en Corée du Nord offrant une résistance très faible aux forces de l'ONU, qui, avec une supériorité écrasante sur terre, air et mer, peut maintenant passer à la contre-offensive, reprendre Séoul (en) et atteindre le fleuve Yalou à la frontière chinoise,,.
Une fois de plus la faiblesse fatale de l'armée nord-coréenne lui a coûté la victoire après un impressionnant succès initial. Ses capacités logistiques, d’approvisionnement et de communications ne lui permettent pas d'exploiter une percée et de soutenir une attaque continue contre un massif déploiement aérien, d’artillerie et de blindés, qui peut être concentré contre ses troupes aux endroits critiques,. La suprématie aérienne incontestée de l'ONU et l’artillerie navale a également soutenu les troupes sud-coréennes, et sont probablement des facteurs essentiels de la victoire. Les Nord-Coréens ont franchi le périmètre à plusieurs reprises et ont pu exploiter leurs gains pendant une courte période. Mais après cette phase initiale de leur offensive, en septembre, les Nord-Coréens sont victimes de difficultés insurmontables pour l'approvisionnement de leurs unités avancées. Le système nord-coréen ne peut pas résoudre les problèmes de logistique et de communication nécessaires pour soutenir et exploiter durablement une offensive de grande ampleur si loin de leurs bases. Cependant, la percée est suffisamment grave pour que la 8e armée envisage pendant quelques jours de se retirer de Corée, avant de finalement décider de tenir la position. Certains historiens soutiennent que les objectifs de l'offensive nord-coréenne étaient inaccessibles dès le début. Selon l'historien T. R. Fehrenbach (en), les Américains, qui sont mieux équipés que les Nord-coréens, ont facilement la capacité de vaincre leurs adversaires une fois qu'ils ont eu l'occasion de former une ligne continue.